# 立石寺

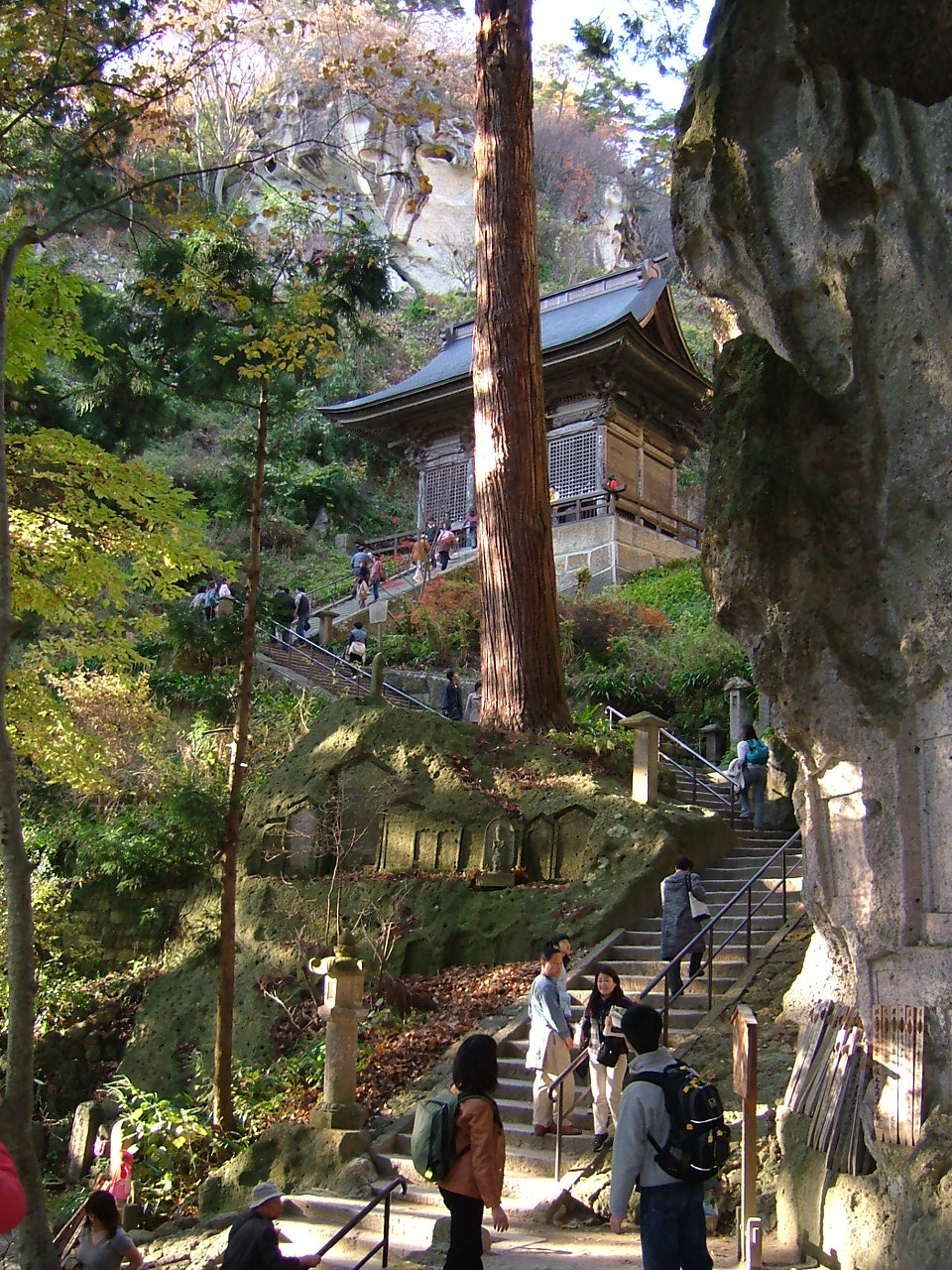
仁王門と彌陀洞（2004年11月23日）

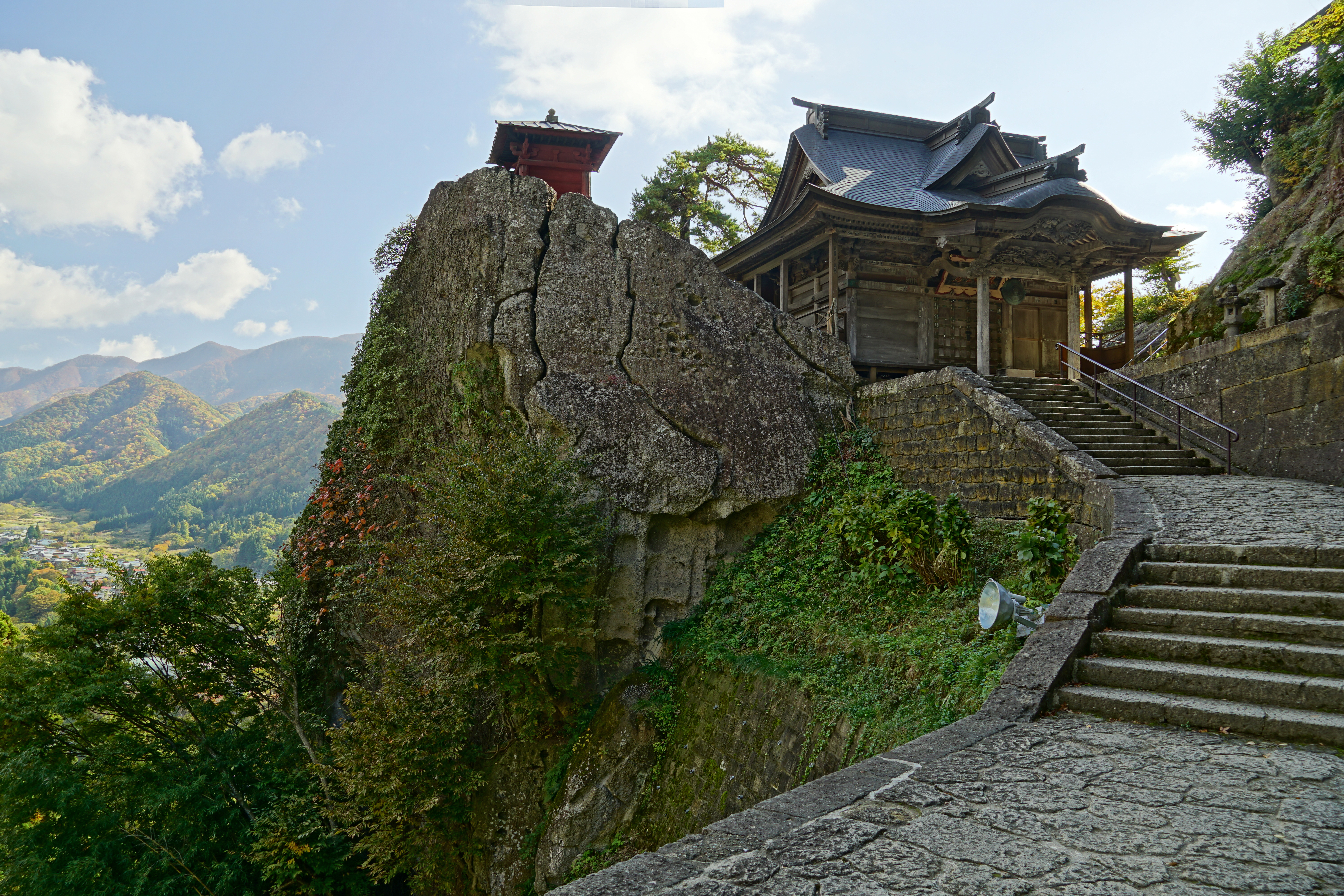
納経堂と開山堂

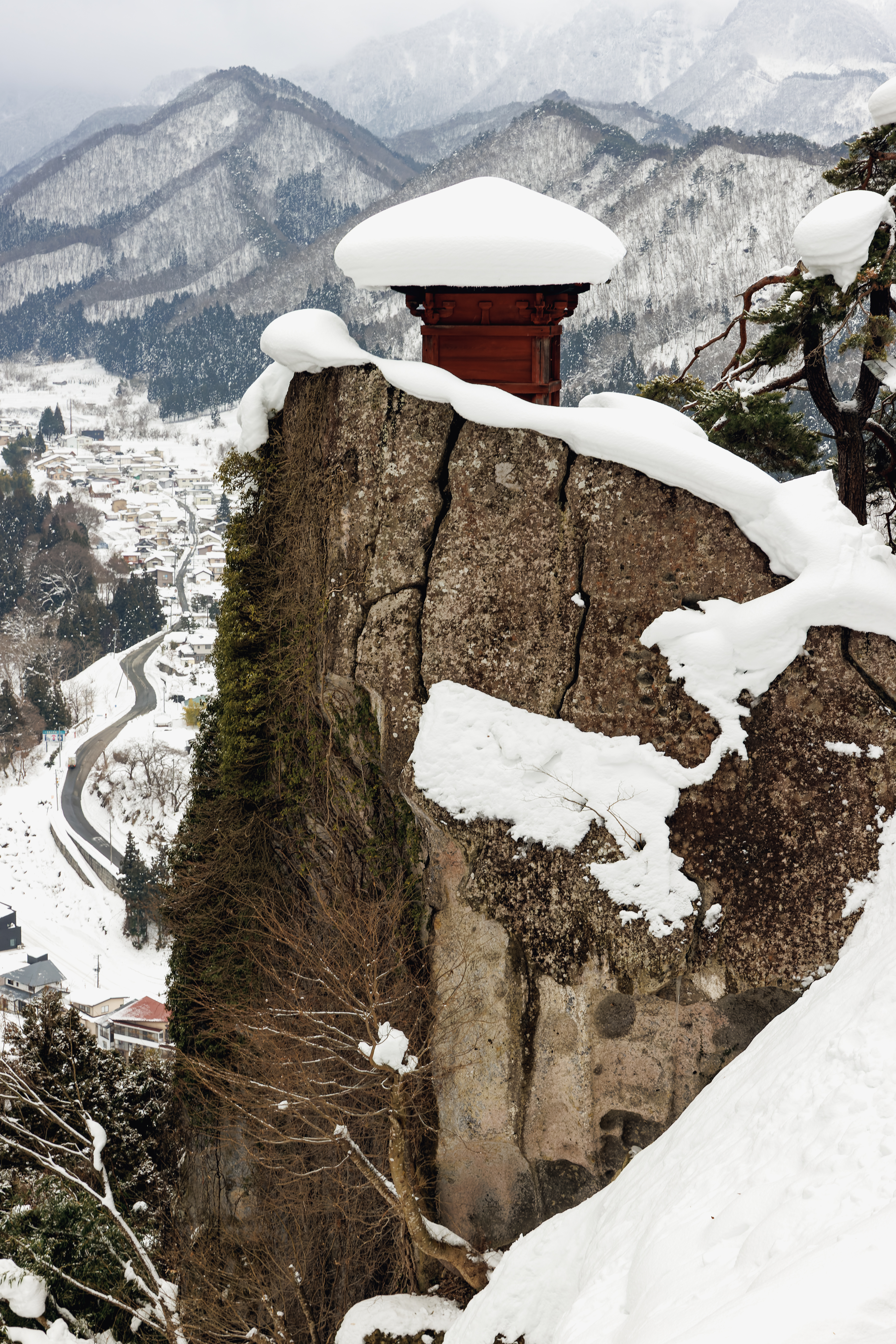
冬の納経堂（県指定重要文化財）

立石寺（りっしゃくじ）は、山形県山形市にある、天台宗の仏教寺院。山寺（やまでら）の通称で知られ、古くは「りゅうしゃくじ」と称した。正式には宝珠山阿所川院立石寺（ほうじゅさんあそかわいんりっしゃくじ）と称する。本尊は薬師如来。
蔵王国定公園（第2種特別地域）に指定されており、円仁が開山した四寺（他は中尊寺・毛越寺、瑞巌寺）を巡る「四寺廻廊」を構成しているほか、若松寺と慈恩寺を含めて巡る出羽名刹三寺まいりを構成する。

## 歴史

### 創建
寺伝では貞観2年（860年）に清和天皇の勅命で円仁（慈覚大師）が開山したとされている。
当寺の創建が平安時代初期（9世紀）に遡ることと、円仁との関係が深い寺院であることは確かであるが、創建の正確な時期や事情については諸説あり、草創の時期は貞観2年よりもさらに遡るものと推定される。立石寺文書のうち『立石寺記録』は、「開山」を円仁、「開祖」を安慧（あんね）と位置づけており、子院の安養院は心能が、千手院と山王院は実玄が開いたとされている。安慧は円仁の跡を継いで天台座主となった僧であり、心能と実玄は円仁の東国巡錫に同行した弟子である。安慧は承和11年（844年）から嘉承2年（849年）まで出羽国の講師の任にあり、東国に天台宗を広める役割を果たしたことから、立石寺の実質的な創立者は安慧であるとする説もある。また、円仁が実際に東国巡錫したのは天長6年（829年）から9年（832年）のこととされ、この際、弟子の心能と実玄をこの地に留め置いて立石寺の開創にあたらせたとの解釈もある。
立石寺には貞観2年（860年）12月の日付を持つ『円仁置文写』が伝わるが、この文書は必ずしも寺の創建年次を示すものではなく、この文書自体が後世の仮託とする説もある。貞観2年（860年）には、円仁は当時としては高齢の60歳代で、しかも天台座主の高位にあった。従って、この時期に円仁が実際に現代の山形県に出向いて立石寺を建立したということは、年齢と地位の両面から、文字通りの史実とは考えがたく、円仁の意を受けた安慧らによって9世紀半ば頃から徐々に寺観が整えられたとみるのが穏当である。
なお、根本中堂に安置されている木造毘沙門天立像は近年の調査によって9世紀頃の作であることが判明しており、円仁とみられる頭部のみの木彫像と同様、立石寺創建期の一例に加えられる。また、胸甲の上で甲締めの結び目を表していることや細い腰帯の下に幅広の腰帯を着けるなど珍しい甲制となっているが、これらは東北地方の神将形の作例にしか見られないもので、平安時代には同種の作例がある寺院との間に繋がりがあったことを示唆させる特徴を持つ点でも注目に値する。

### 円仁の入定窟
円仁（慈覚大師）の遺骸を安置すると伝える入定窟（にゅうじょうくつ）がある。史実としては、円仁は貞観6年（864年）、比叡山で没しており、立石寺に実際に遺骸が移されたという確証はないが、入定窟の上に立てられた天養元年（1144年）の『如法経所碑』が現存し、そこには「大師の護持を仰いで法華経を埋納する」という趣旨のことが書かれていて、この時代（12世紀）、既に円仁がこの地で入定しているとする伝承が成立していたことがわかる。昭和23年（1948年）から翌年にかけて入定窟の学術調査が実施され、金箔押しの木棺と人骨5体分、円仁像と思われる頭部のみの木彫像などが発見された。この木彫像の頭部については、目鼻立ちなどの特色から円仁像であることは認められ、作風から9世紀頃の制作であるとされる。

### 中世以降
上述の天養元年如法経所碑のほか、石川県の海門寺に安置される保延3年（1158年）作の木造十一面観音菩薩坐像の胎内銘文の「小面十五躰出羽国立石寺慈覚大師霊木」という記述等から、立石寺は12世紀には慈覚大師ゆかりの霊場として広く知られていた。
鎌倉時代には幕府の保護と統制を受け、関東御祈祷所となり寺は栄えた。本尊薬師如来坐像は元久2年（1205年）に修理されており、この時に本堂の修造が完了して十二神将像を造立した。後に兵火により伽藍を焼失し、13世紀中頃には幕府の政策により禅宗に改宗となった。延文元年（正平11年・1356年）、源氏の斯波兼頼が羽州探題として山形に入部した後、兼頼により再建され天台宗に戻った。
文明14年（1482年）、雪舟等楊が訪れ写生している。
大永元年（1521年）、寺は天童頼長の兵火を受けて一山焼失した。永正17年（1520年）、頼長は山形盆地に進出した伊達稙宗と戦うが、この際、立石寺が伊達側に加勢したために頼長の怒りを買い、翌年焼き討ちを受けたものである。なお、現存する立石寺中堂は後世の改造が多いものの室町時代中期の建物とされている。焼き討ちの際には、比叡山延暦寺から分燈されていた法燈も消失した。天文12年（1543年）、天台僧の円海は春還芳公尼 (後述）からの助成を受けて延暦寺に登拝、再度分燈を受けた。元亀2年（1571年）に延暦寺が焼き討ちされ法燈が消失すると、その再建時には立石寺から延暦寺へと逆に分燈された。
山形城主であった最上家（斯波兼頼を祖とする）と関係が深く、同家の庇護を受けていた。最上義守の母・春還芳公尼（しゅんげんほうこうに）は荒廃した堂宇の再興に努め、その孫（最上義守の子）にあたる最上義光（よしあき）も立石寺を保護した。義光の時代の分限帳によれば、寺領1,300石が与えられている。最上氏が山寺を崇敬し保護するという関係は、最上氏が改易される元和2年（1622年）まで続いていった。
最上家改易後は庇護者を失うものの、この頃から広く信者を募り広域的な信仰の広がりを見せ、全盛期の江戸時代初期には2800石の朱印地・僧房100寺・僧侶300余人を有したという。
元禄2年（1689年）に松尾芭蕉が旅の途中で訪れ、その時のことが『おくのほそ道』に書かれている。当地では名句「閑さや 巖にしみ入る 蝉の声」を詠んでおり、参道に句碑と「せみ塚」がある。

## 文化財

### 国指定重要文化財
- 立石寺中堂（根本中堂）

建造物、1908年（明治41年）4月23日指定
正平年間（1346年から1370年）の再建と伝え、慶長13年（1608年）の大修理を含め数度の修理を受けているが、現在は慶長13年の姿を保っている。公開。
- 天養元年如法経所碑

考古資料、1915年（大正4年）3月26日指定
天養元年（1144年）8月18日に、真語僧入阿らが妙法蓮華経1部8巻を書写して、霊崛のほとりに納めた旨が記されている。非公開。
- 立石寺三重小塔

建造物、1952年（昭和27年）7月19日指定
塔頭華蔵院境内の右側の岩壁に南面して掘られた岩屋の内にある、高さ2.5ｍの木造小塔。相輪に永正16年（1519年）の銘があることから、その頃に造立されたものと思われる。公開。
- 木造薬師如来坐像

彫刻、1966年（昭和41年）指定
膝部裏から元久2年（1205年）の修理銘が発見され、平安時代の作とされる。桂の一木造。秘仏、非公開。
- 木造慈覚大師頭部 1箇・木棺 1合（附：木造五輪塔、元和四年木札、貞享四年木札）

彫刻、2006年（平成18年）6月9日指定
平安時代前期の製作と推定される。非公開。
- 天養元年如法経所碑

### 国の名勝・史跡
- 山寺（1932年〈昭和7年〉3月25日に国の史跡・名勝に指定）

### 県指定有形文化財
- 立石寺納経堂
- 木造釈迦如来立像（1952年〈昭和27年〉指定）
- 木造薬師如来立像（1952年〈昭和27年〉指定）
- 木造阿弥陀如来立像（1952年〈昭和27年〉指定）
- 木造伝教大師坐像（1960年〈昭和35年〉指定）
- 木造毘沙門天立像（2015年〈平成27年〉指定)
- 鰐口（1952年〈昭和27年〉指定）
- 木製曼荼羅懸仏（1953年〈昭和28年〉指定）
- 太刀　無銘　伝舞草（1963年〈昭和38年〉指定）

### 市指定有形文化財
- 山寺行啓記念殿
- 木造大日如来坐像（2007年〈平成19年〉指定)
- 木造僧形文殊菩薩坐像（2007年〈平成19年〉指定)
- 木造阿弥陀如来坐像（2009年〈平成21年〉指定)
- 木造不動明王立像（2009年〈平成21年〉指定)

### 市指定民俗文化財
- 山寺立石寺奥之院の大灯籠
- 山寺夜行念仏

## 交通アクセス
- JR仙山線・山寺駅より徒歩7分 立石寺登山口
- 山形自動車道・山形北ICより約10キロメートル
- 駐車場150台（有料）
- 入山料500円（2025年〈令和7年〉時点）

石段は1015段ある。
寺の東にある千手院観音と、かつて山伏の修行場であった垂水遺跡を経由する山道もあり、「裏山寺」「峯の浦」と称されている。

## その他
巨大滑り台
昭和25年（1950年）に寺が県立公園に登録されると観光ブームの煽りを受け、参拝客増加に対応するための「交通機関」として寺は全長約300メートル、高低差約150メートルの滑り台を建設した。これは参拝客に楽しく麓まで下ってもらうための意図があったとされるが、滑り台の斜面の角度が約30度ほどで加速がかなりつき、参拝客が尻に火傷したり転落して負傷したりする事態が頻発するなど安全面で問題視され、結局、1970年代の初めに廃止されたといわれている。ただし、遊園地のジェットコースターなどスリリングな遊具があまり無かったこの時代の人々にとっては好評であったようである。この遺構は現在も残されている。
寛永寺の木造薬師三尊像
元禄11年（1698年）の江戸幕府の命により、当寺根本中堂本尊薬師如来坐像の両脇侍であった日光・月光（がっこう）菩薩像および薬師如来を守護していた十二神将像は江戸の寛永寺（現・東京都台東区）に移された。日光・月光菩薩像は寛永寺に現存し、同寺本尊の薬師如来像の両脇侍となっている（薬師如来像、日光・月光菩薩像ともに重要文化財）。いっぽう、立石寺から寛永寺に移された十二神将像は上野戦争で焼失した。
実写映画『3月のライオン 後編』のロケ地
映画のラスト、将棋の獅子王戦の対局が高台の「五大堂」で行われた設定で、挑戦者が石段を昇っていくシーンと共に使用された。

## ギャラリー

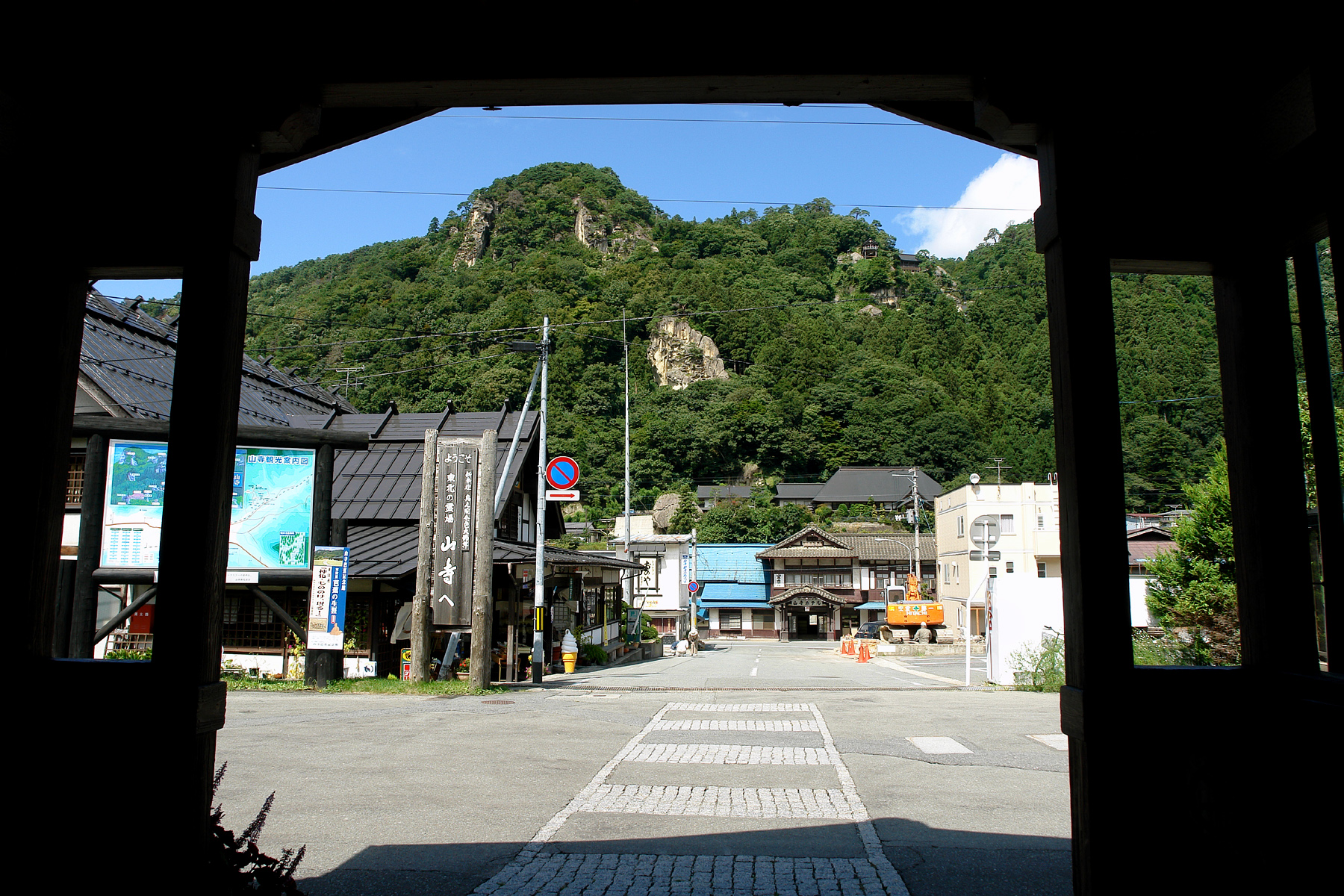
山寺駅よりの眺め
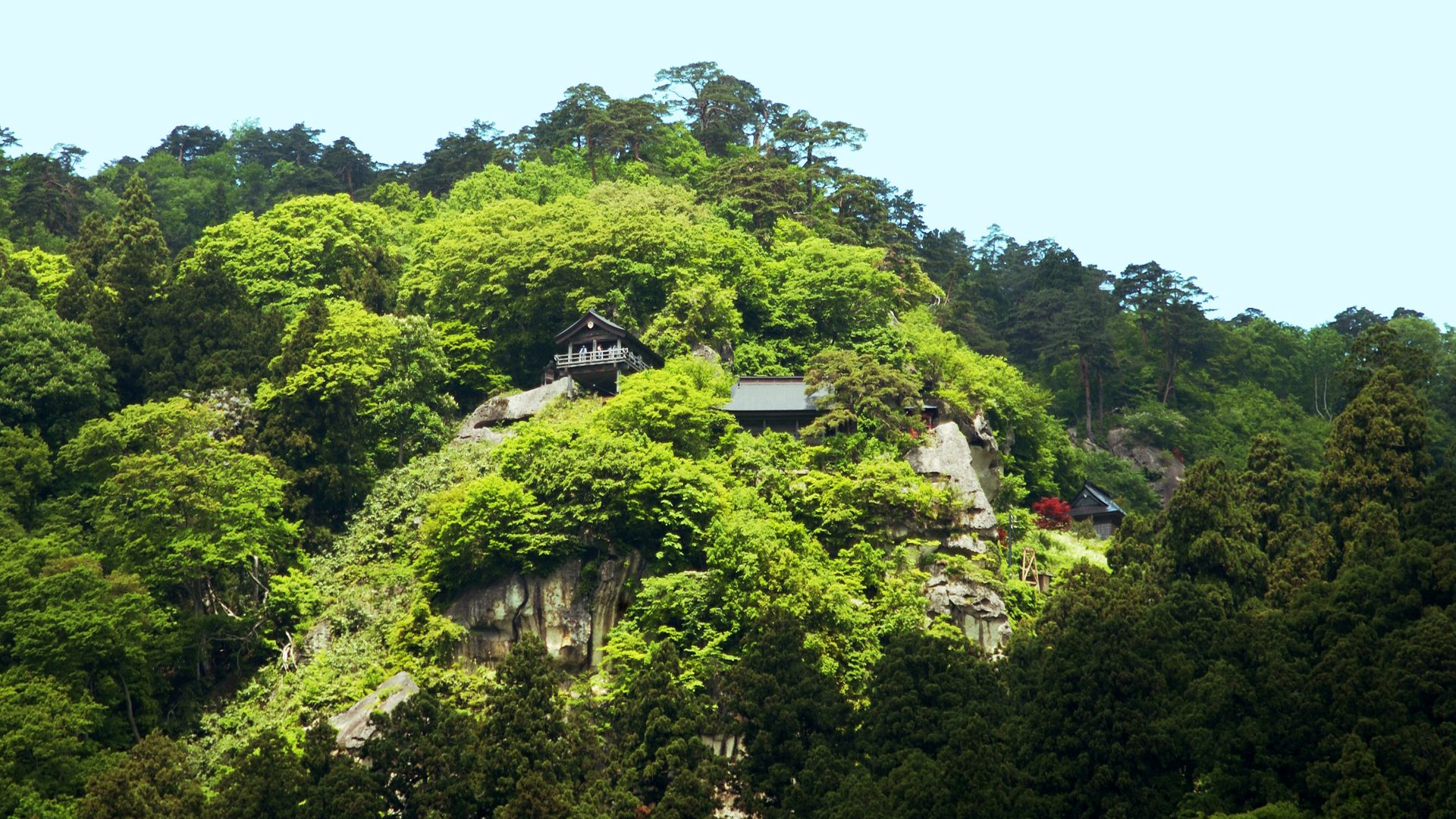
五大堂と開山堂と記念殿
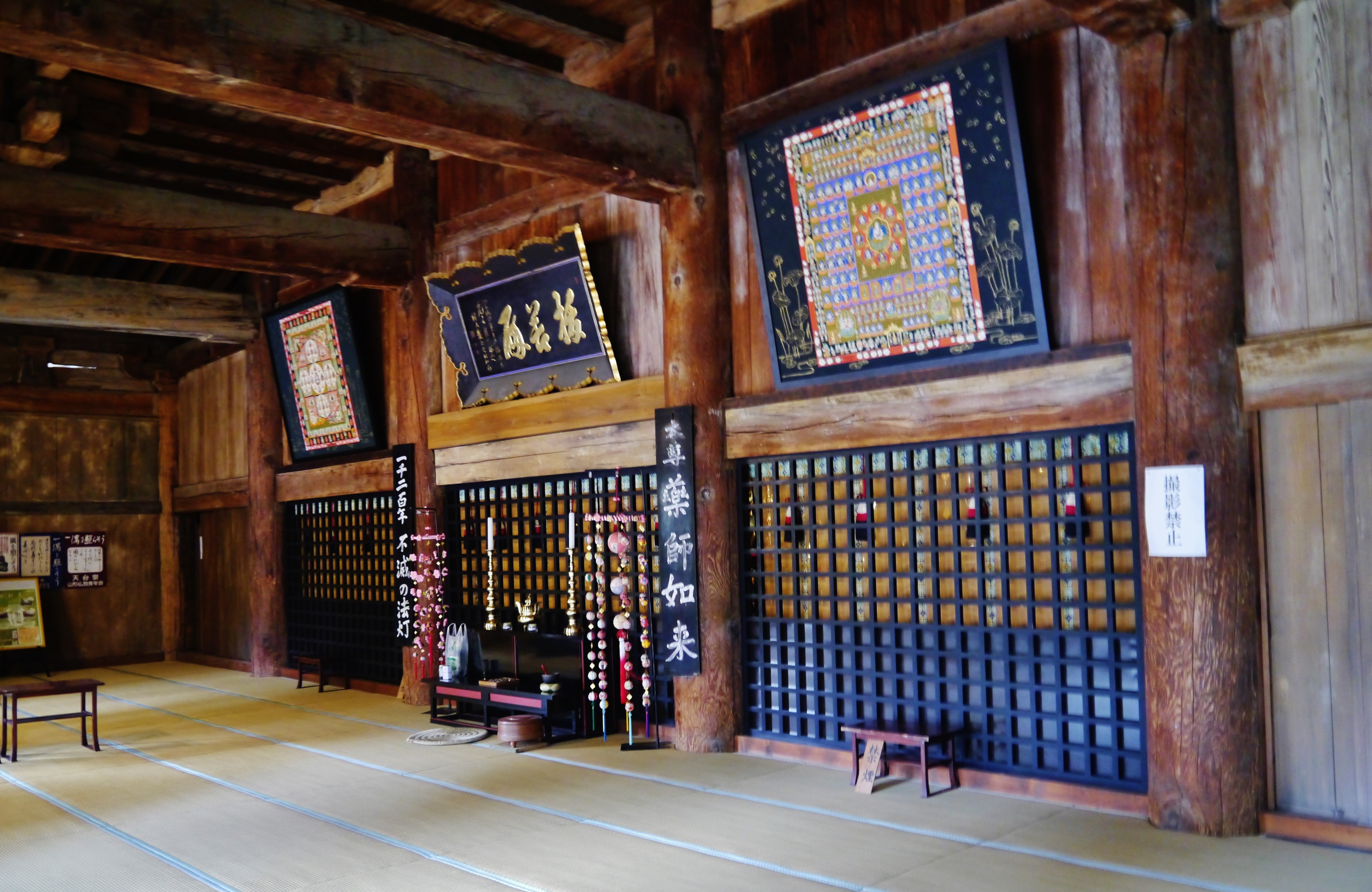
根本中堂内部
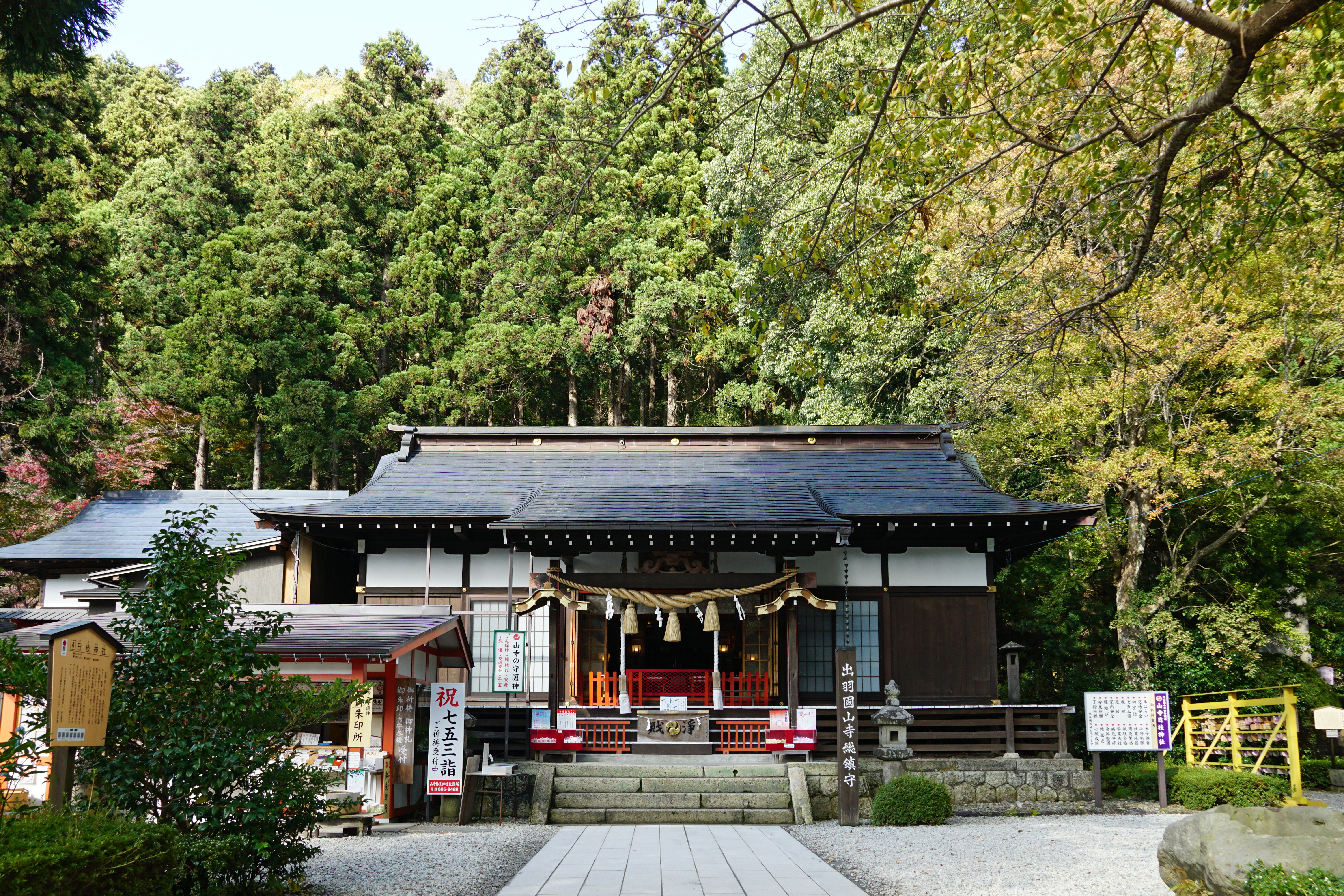
日枝神社
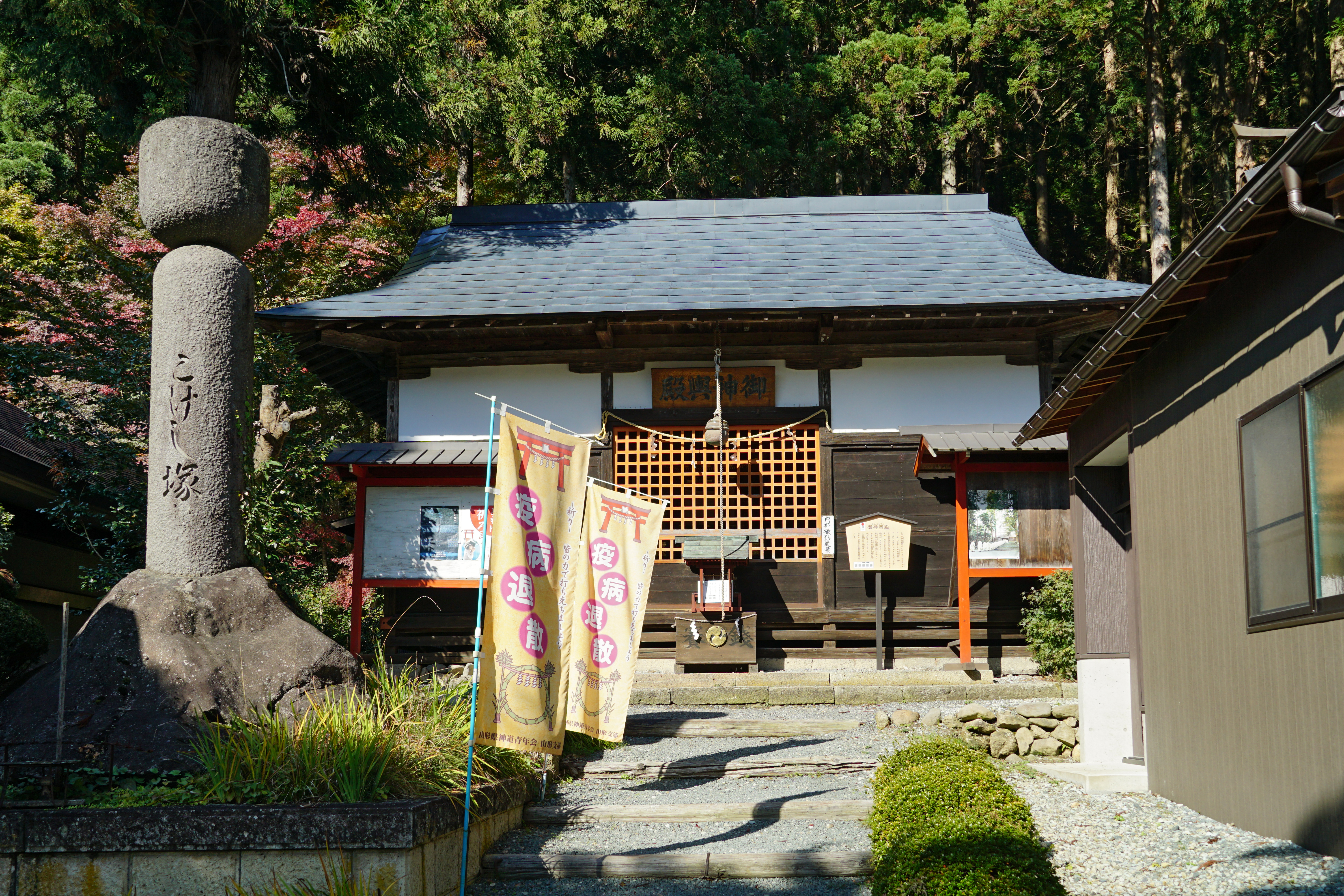
こけし塚、御神輿殿
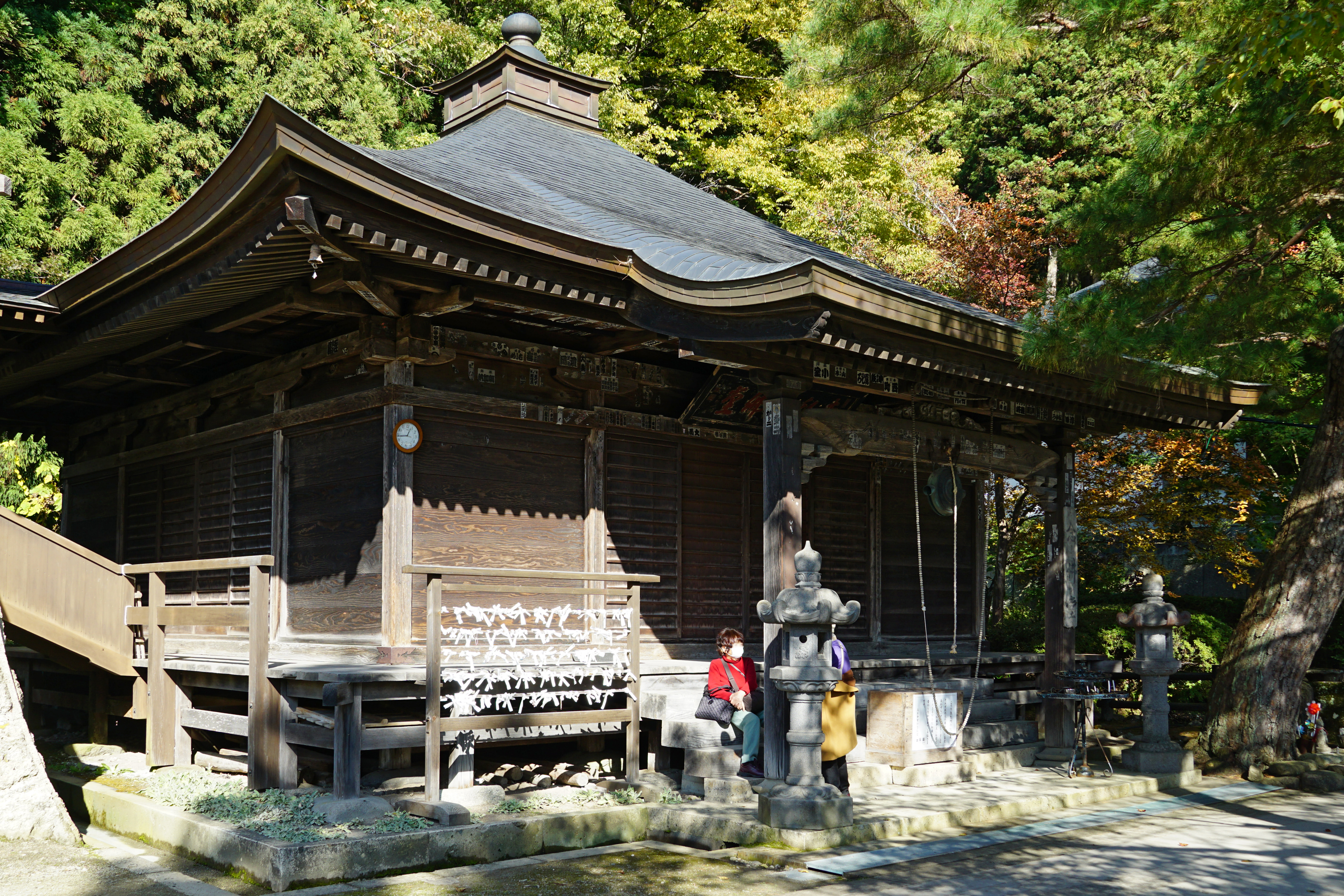
常行念仏堂
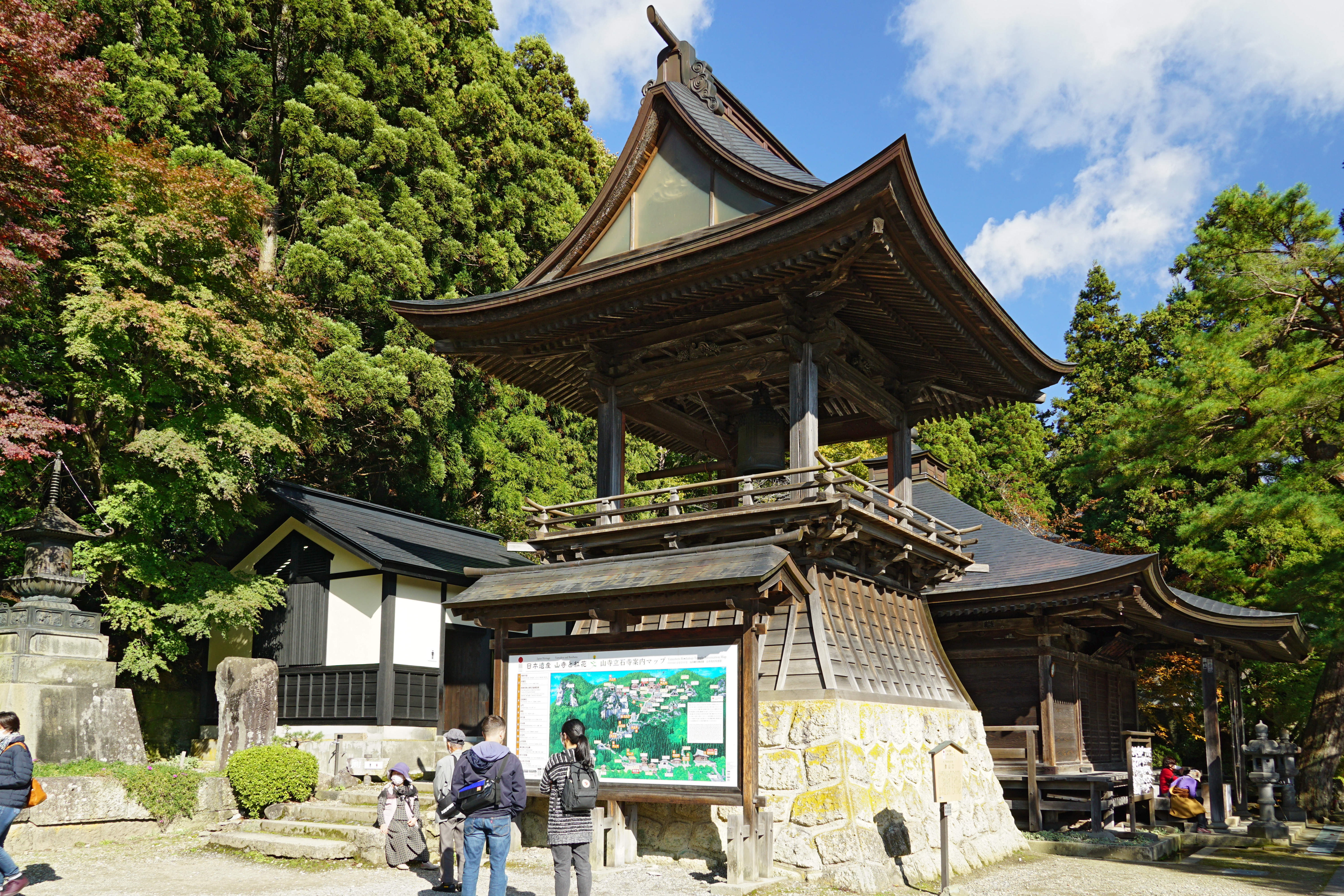
鐘楼
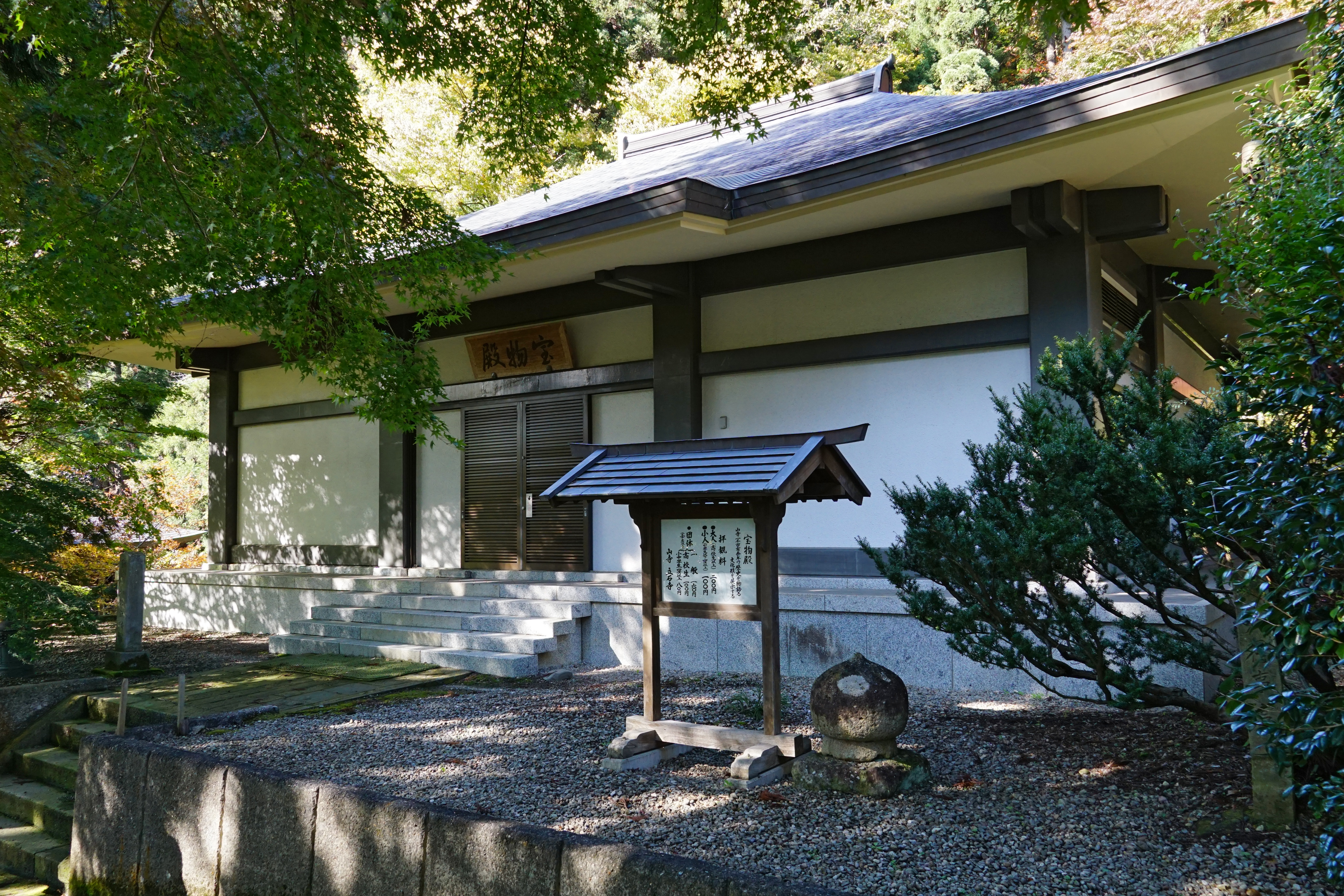
宝物殿
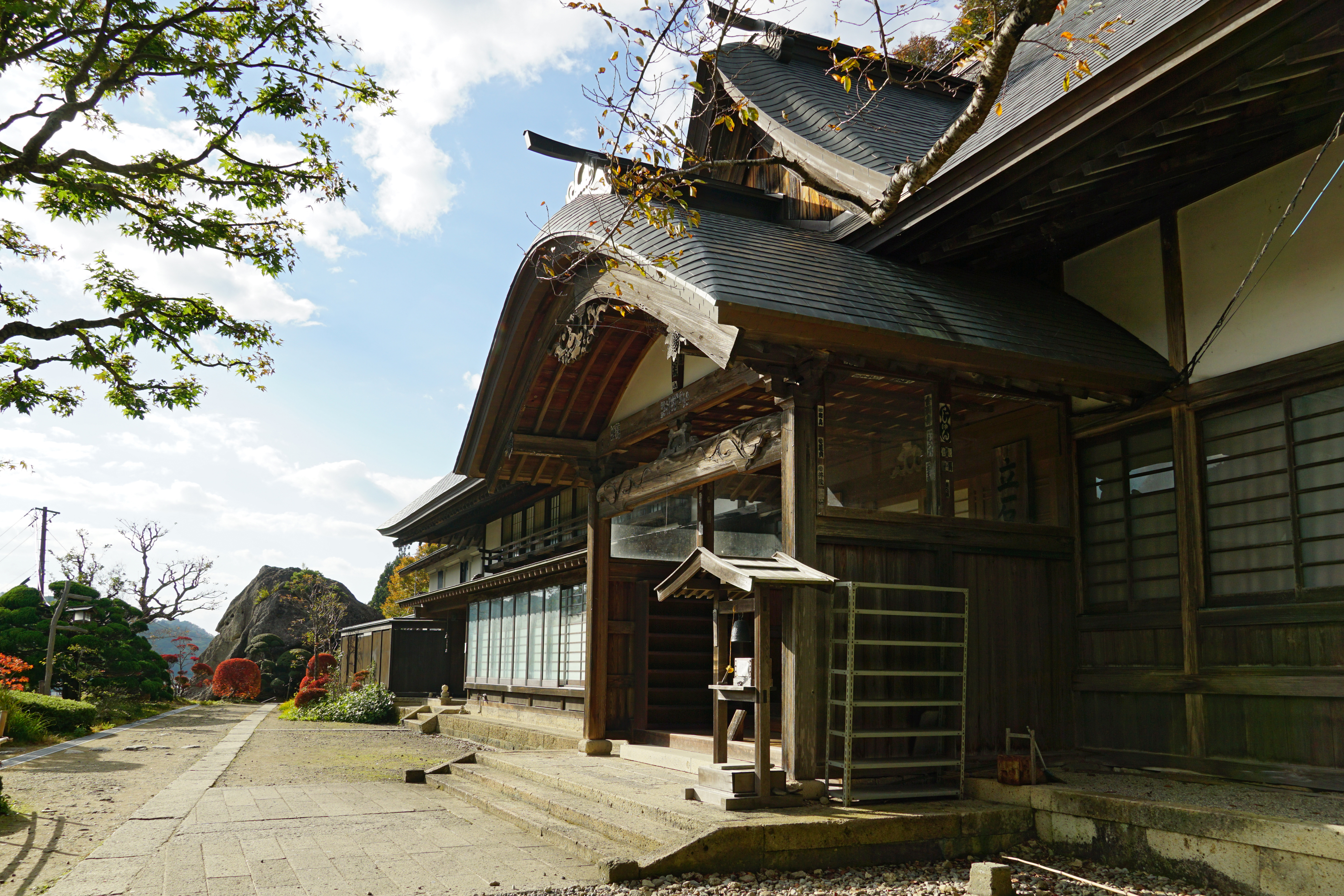
本坊
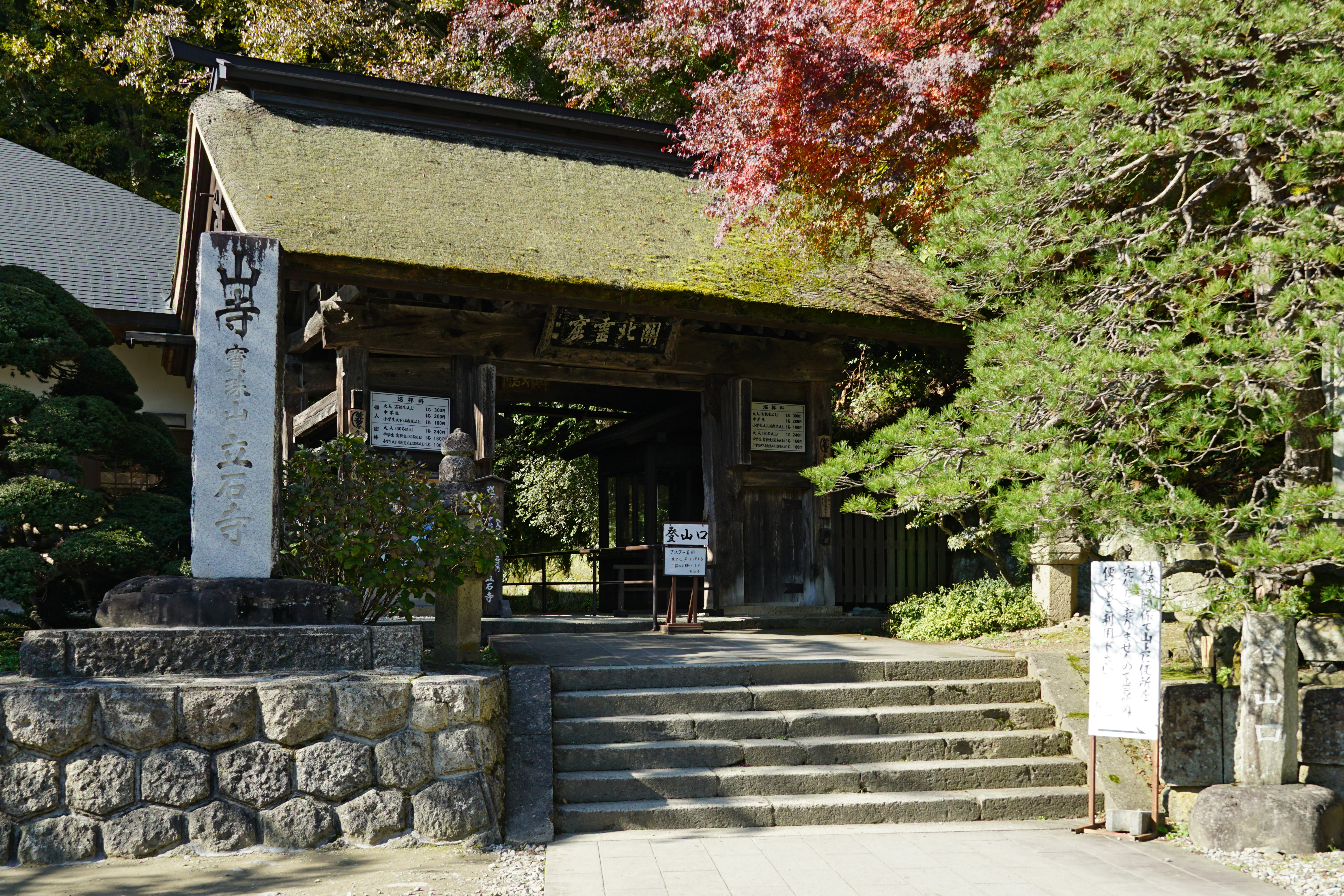
山門（登山口）
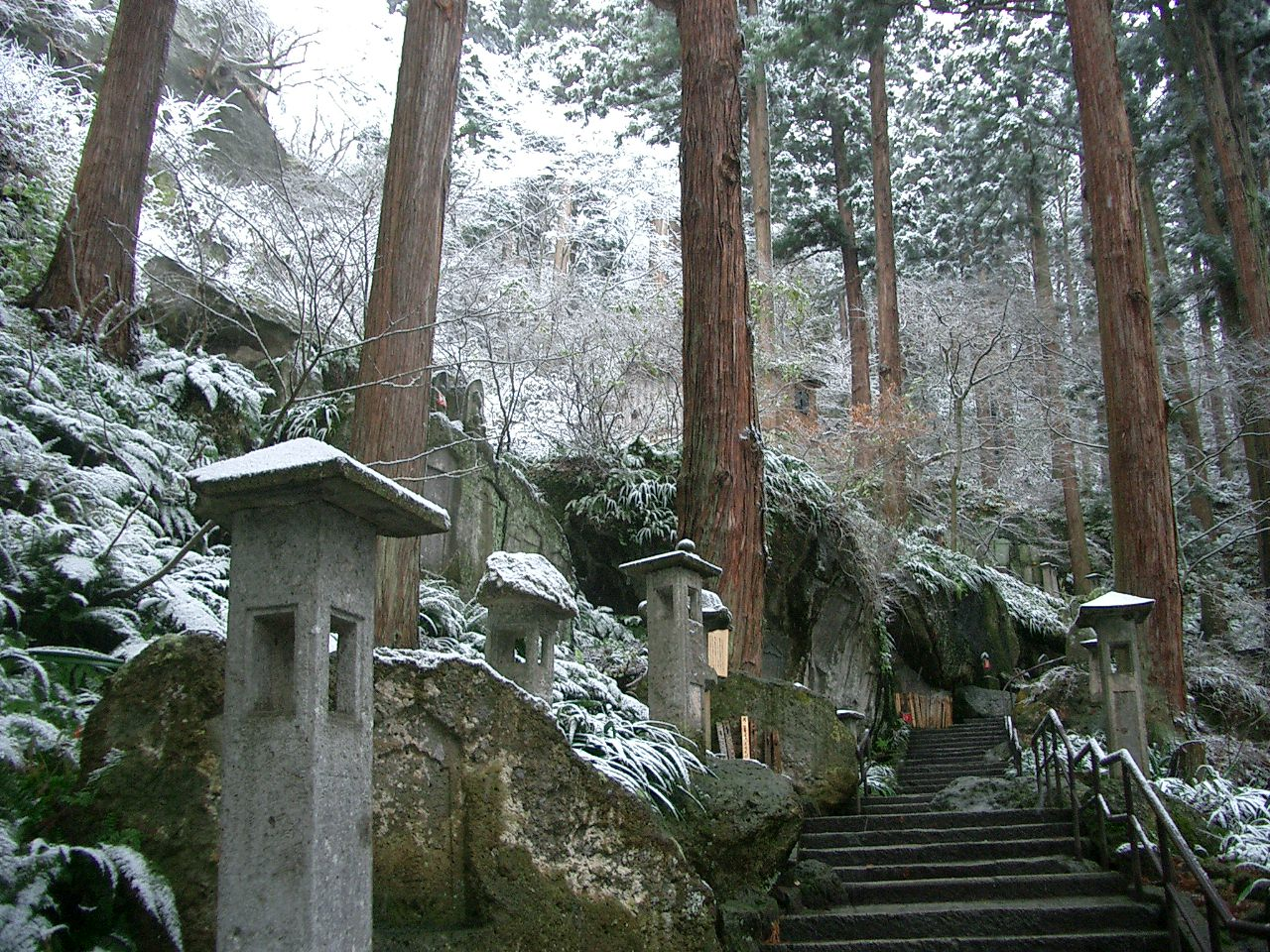
石段
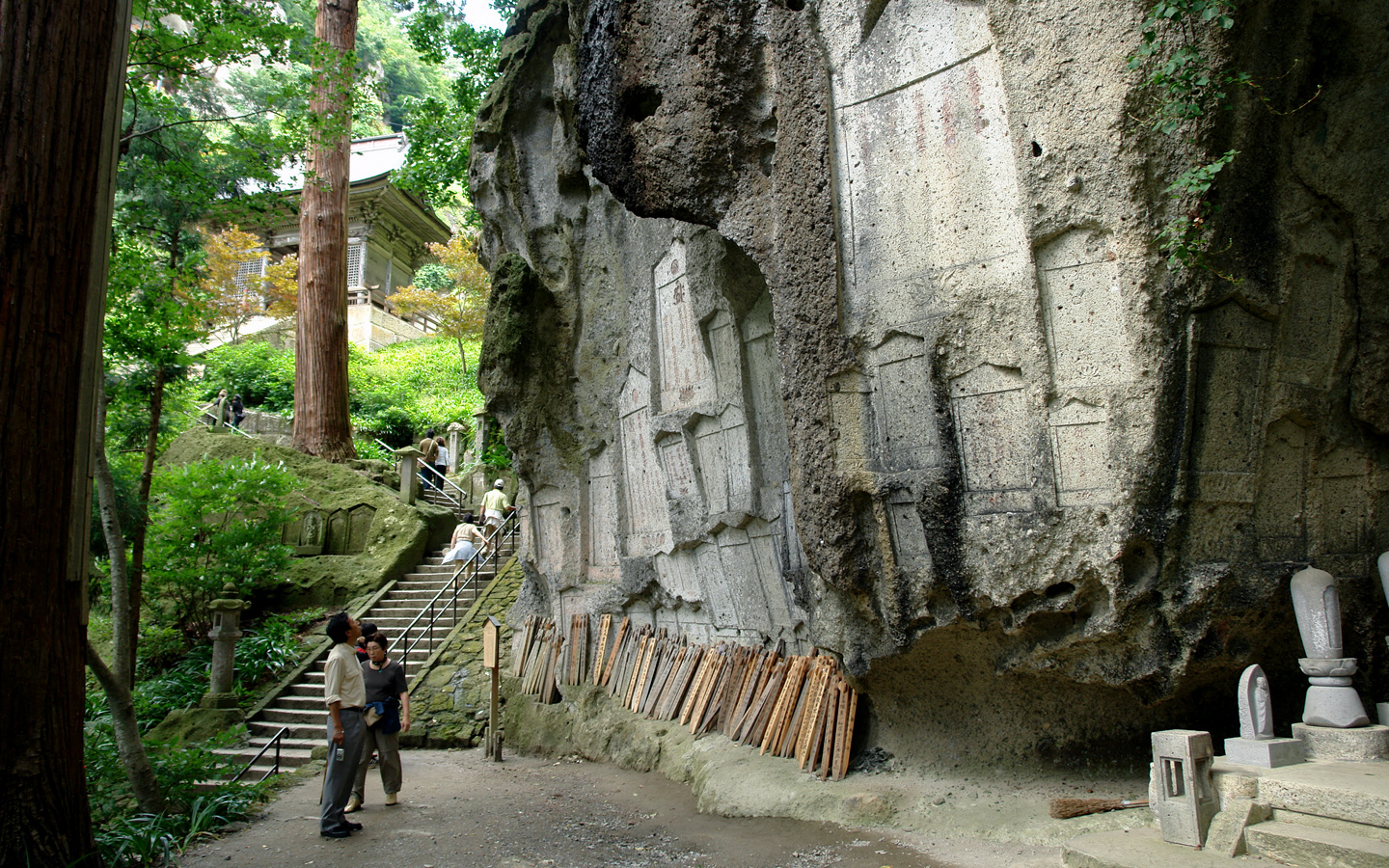
彌陀洞
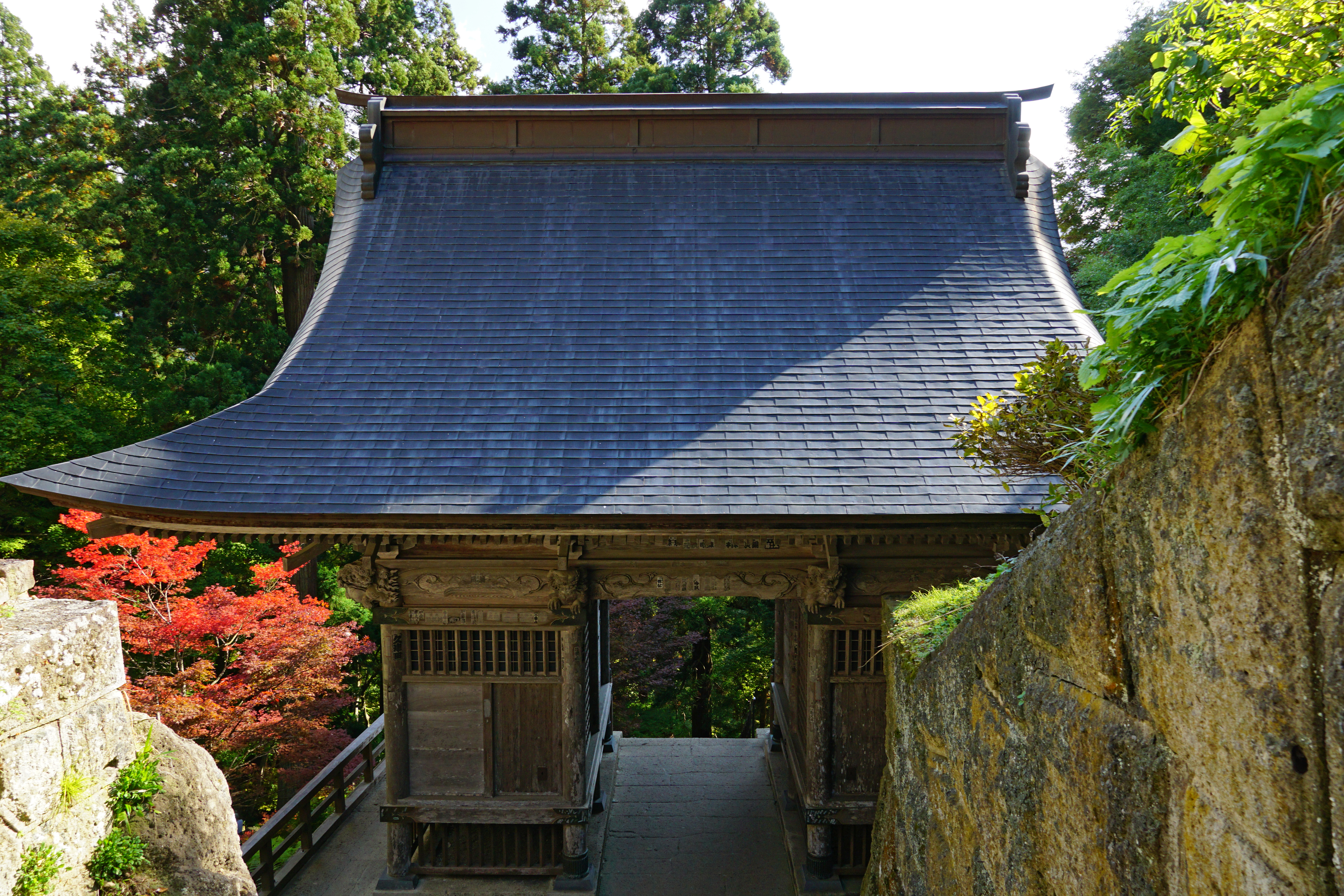
仁王門
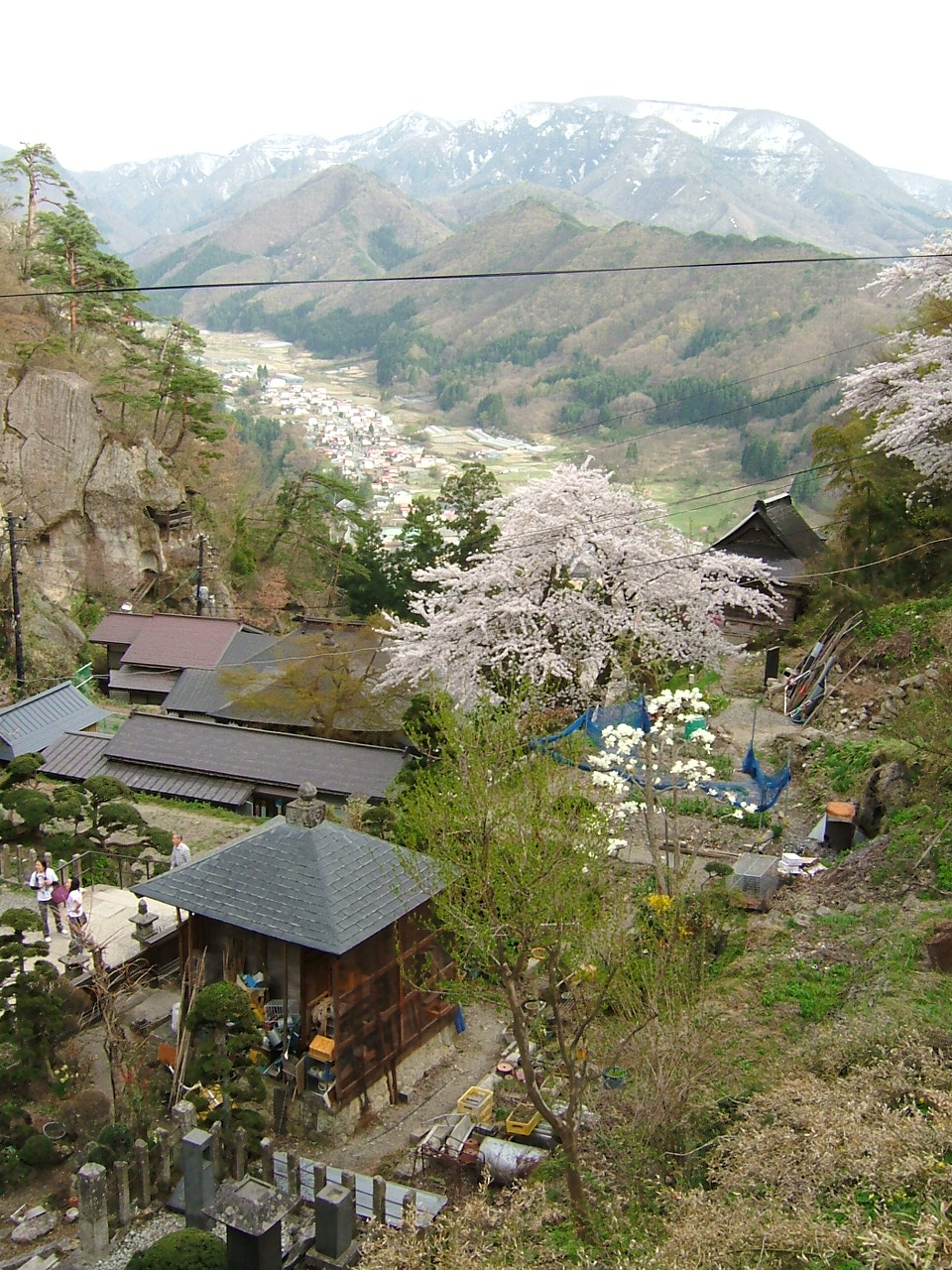
春の参道
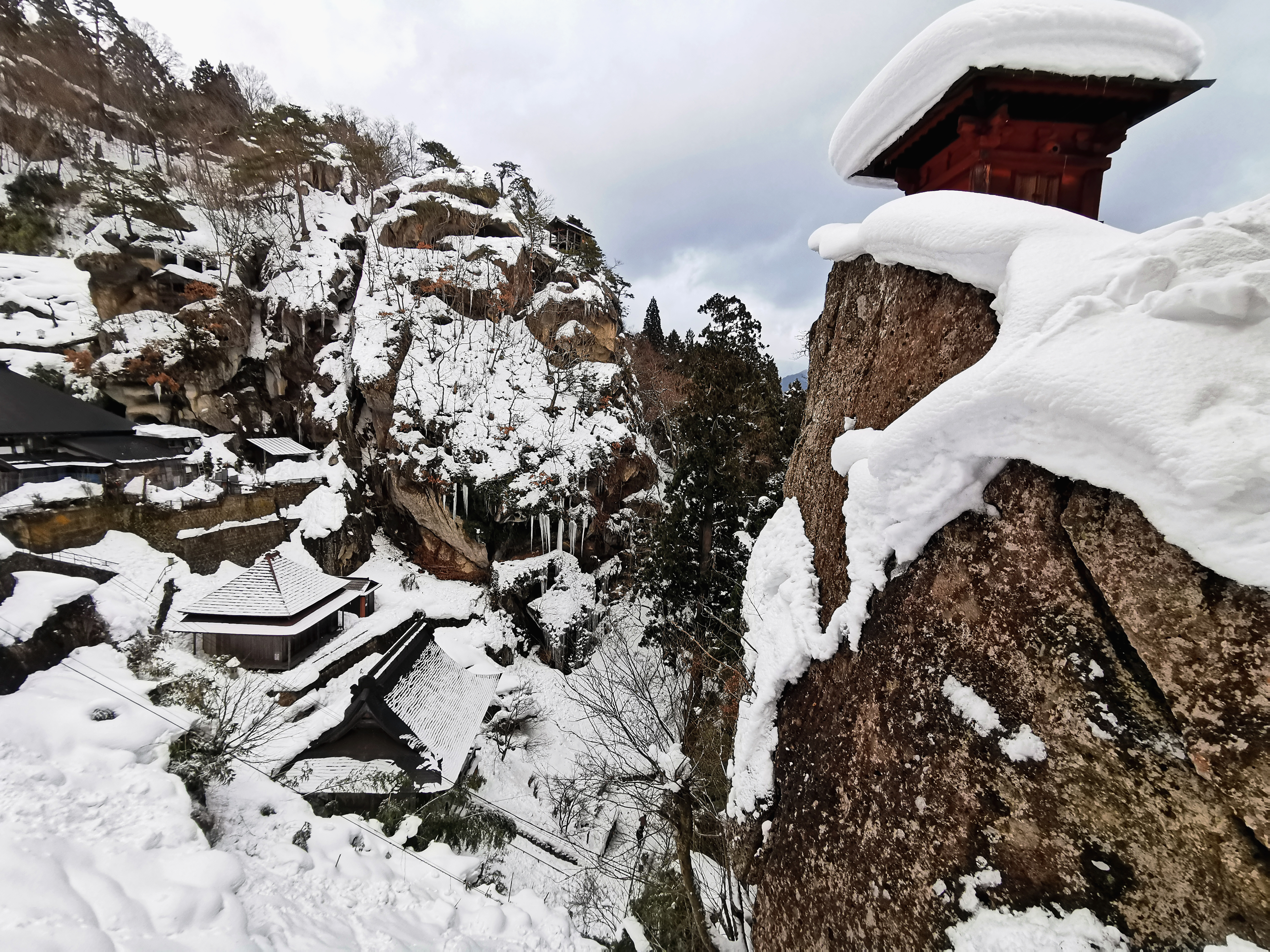
冬の参道
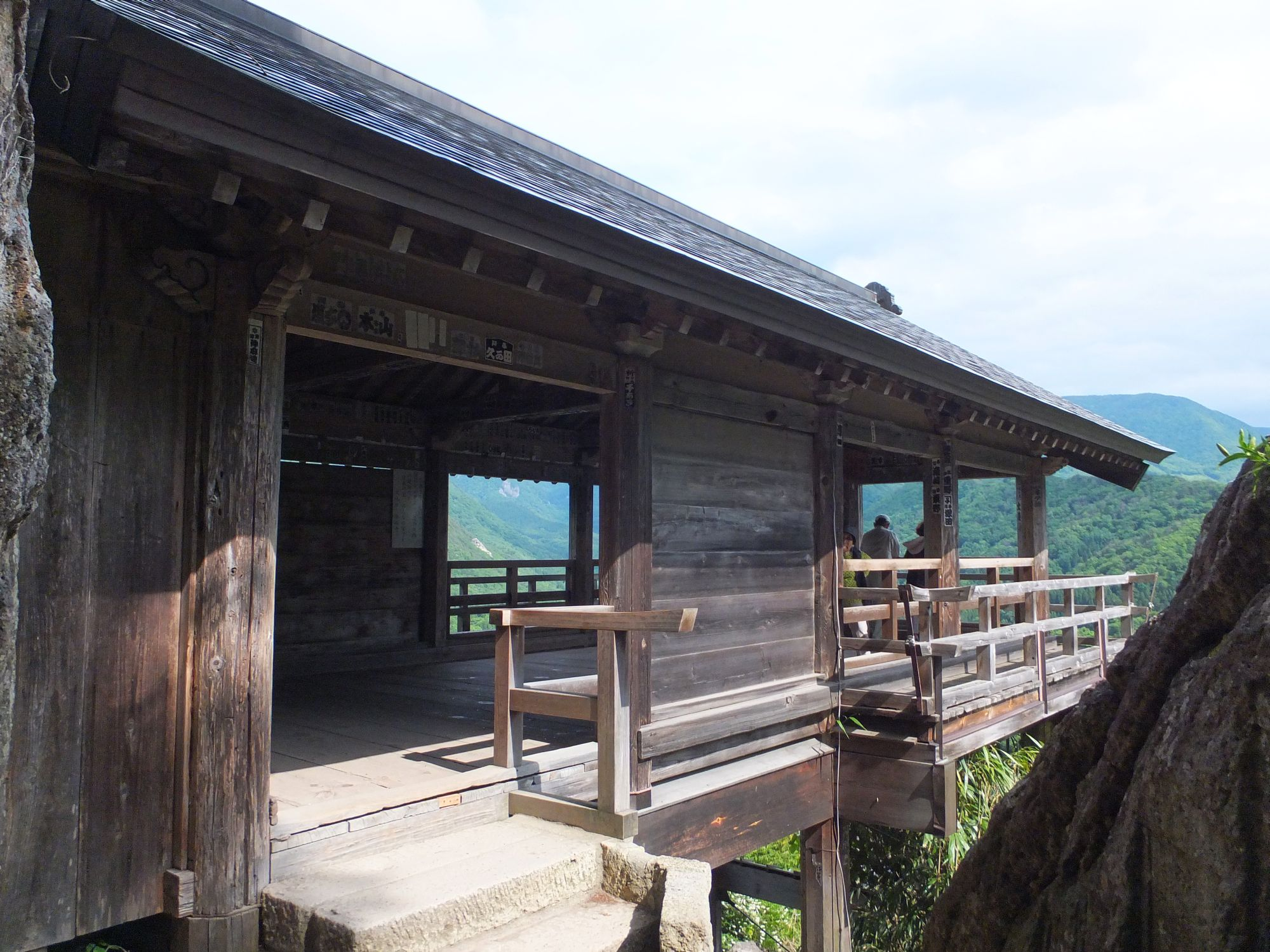
五大堂
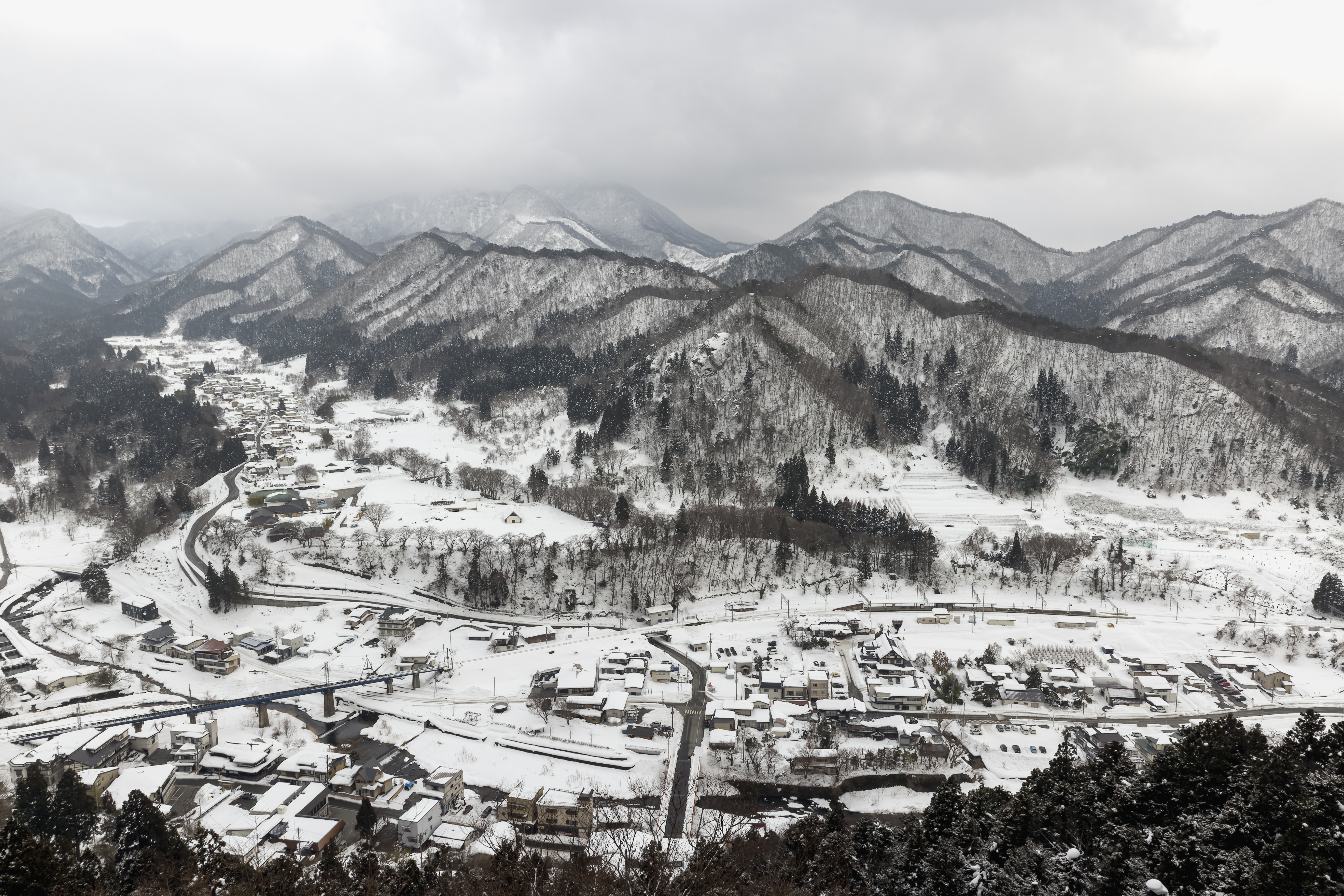
五大堂より山寺周辺を望む 雪景色
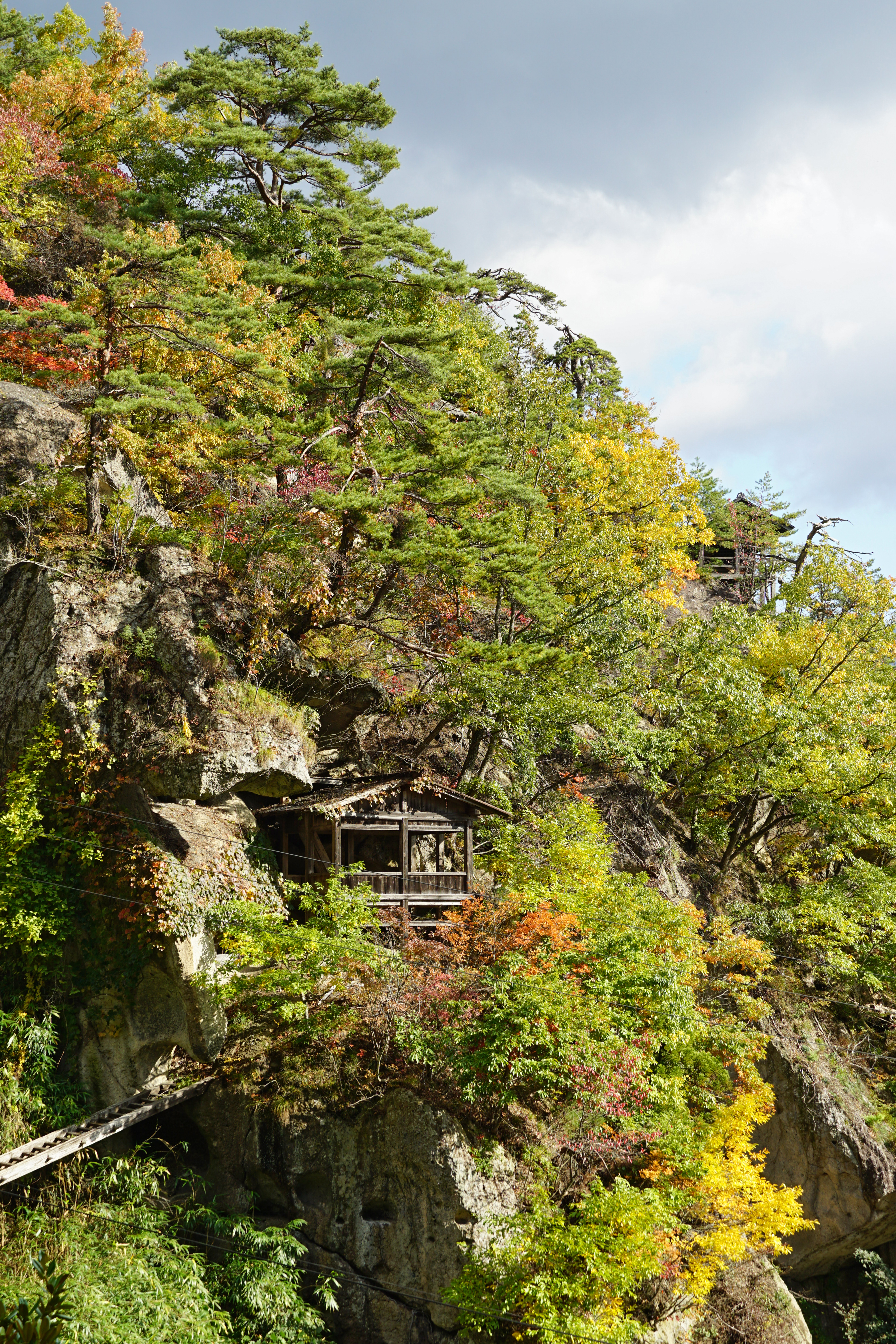
胎内堂
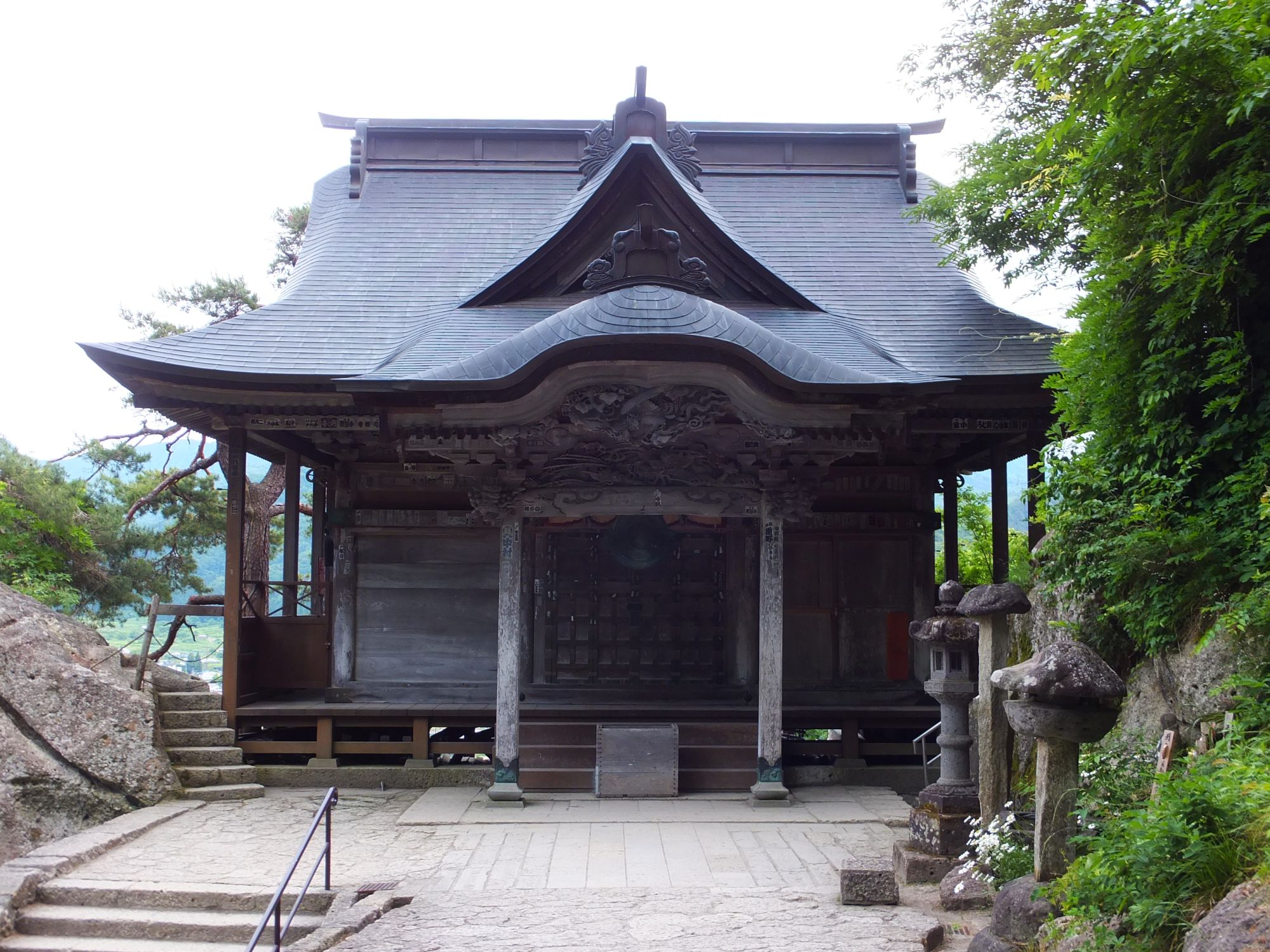
開山堂
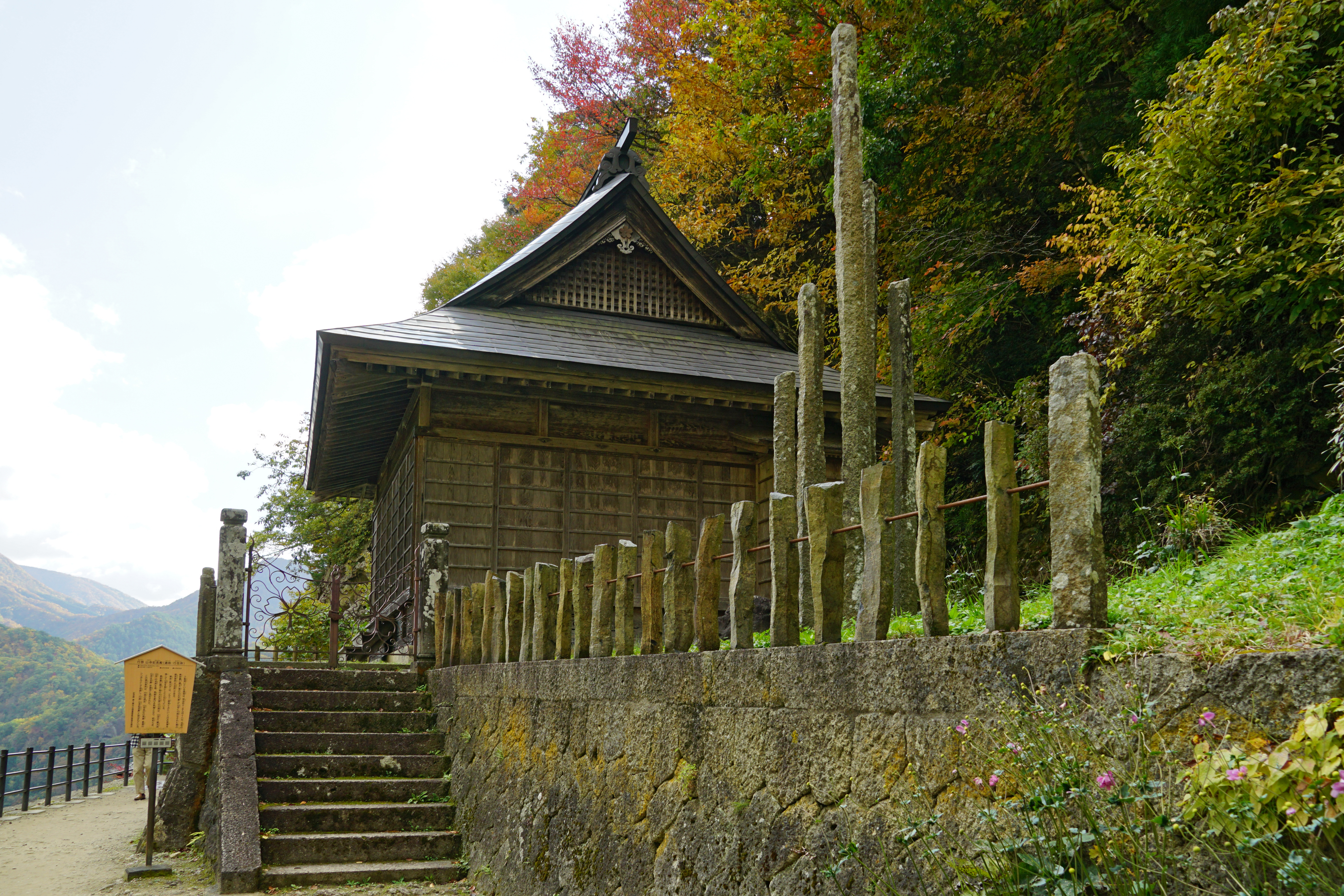
行啓山寺記念殿
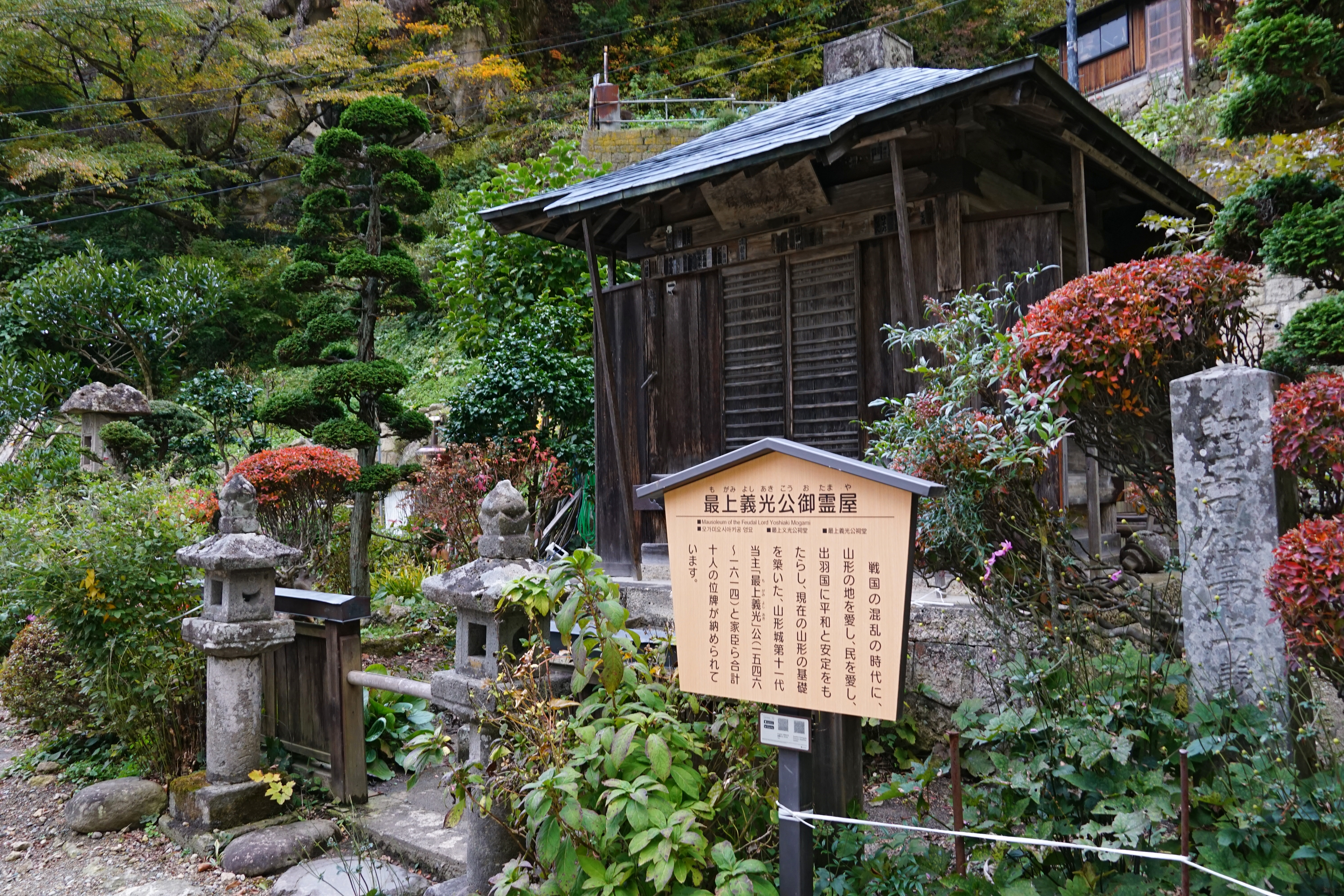
最上義光公御霊屋
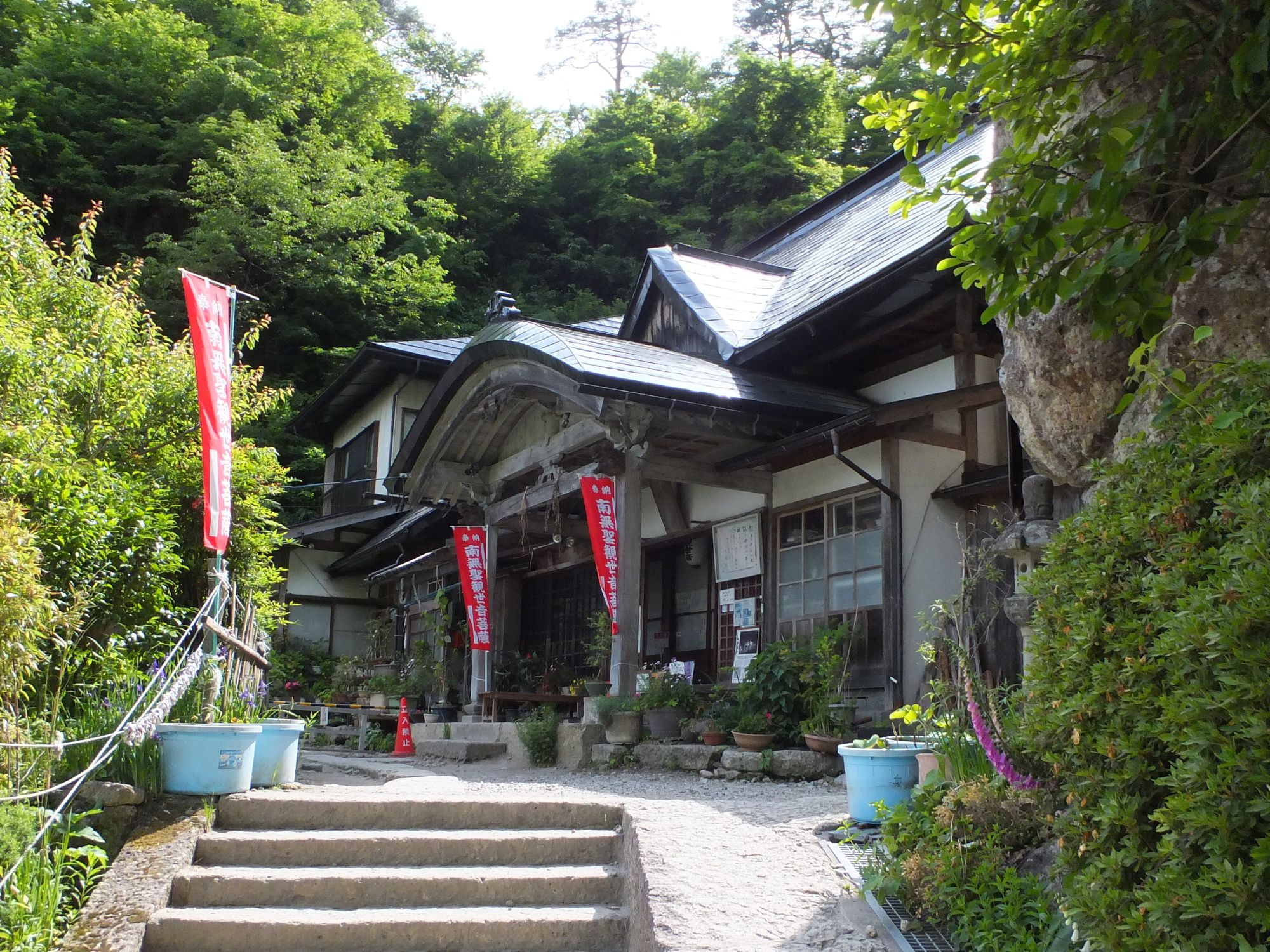
華蔵院
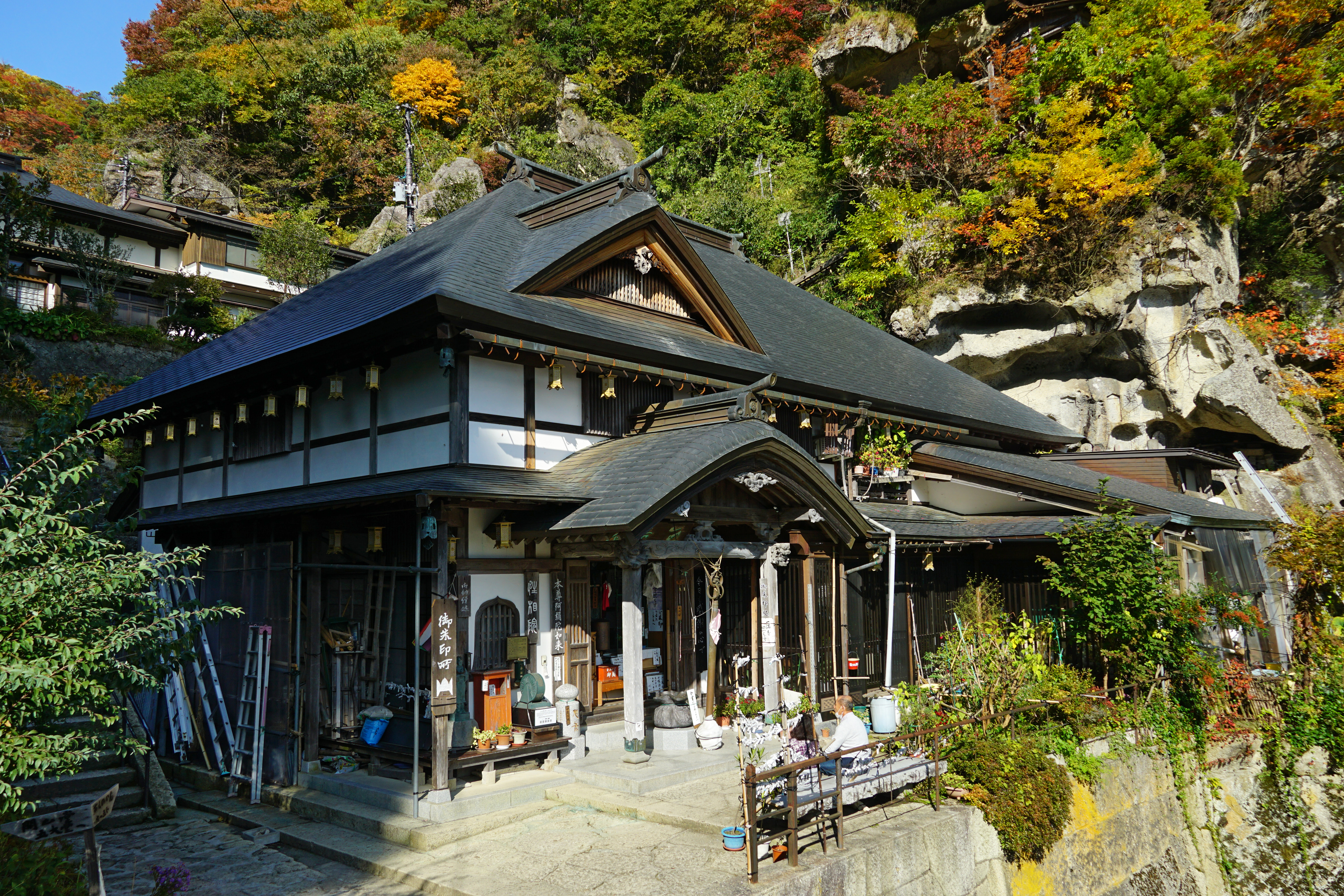
性相院
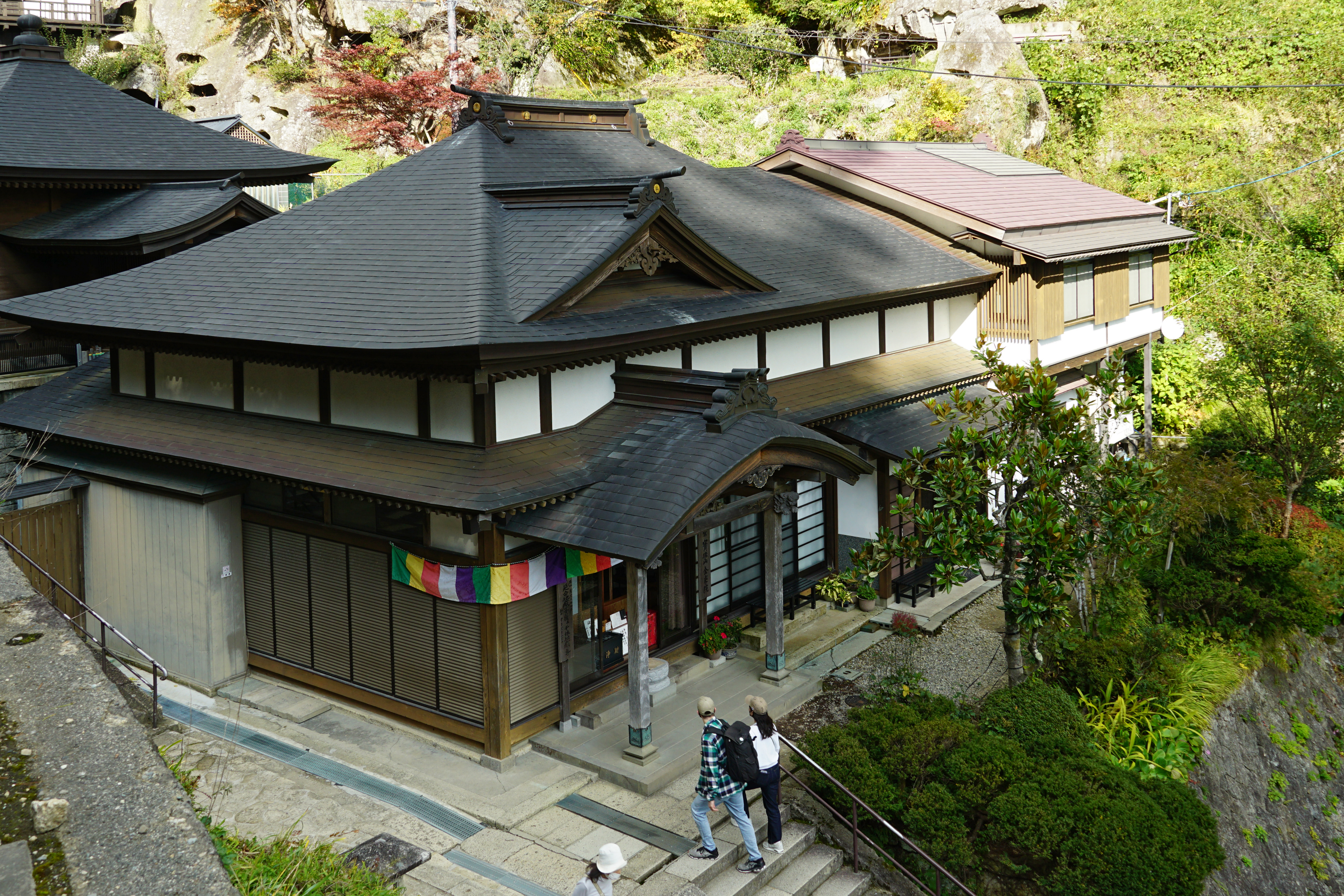
金乗院
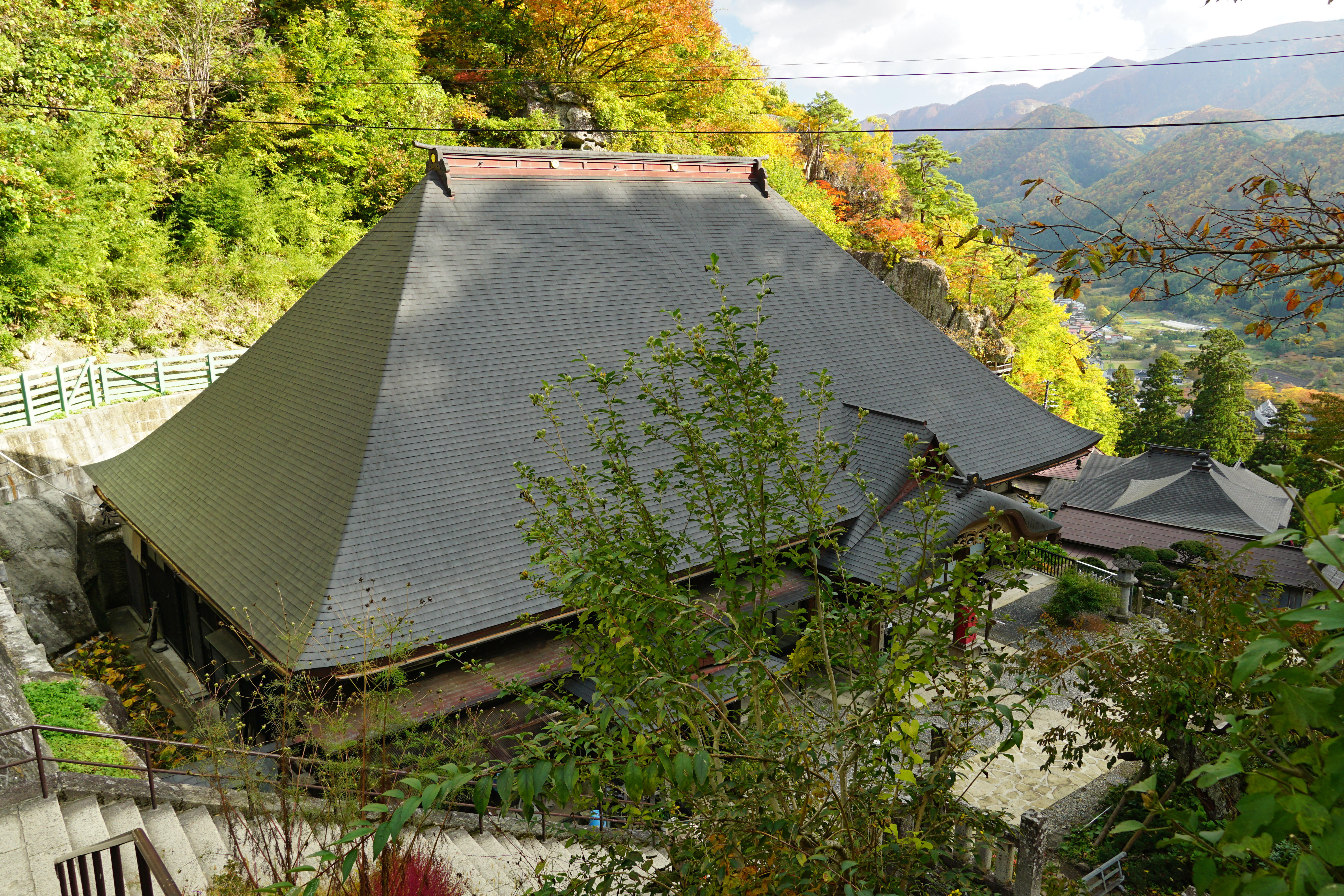
中性院
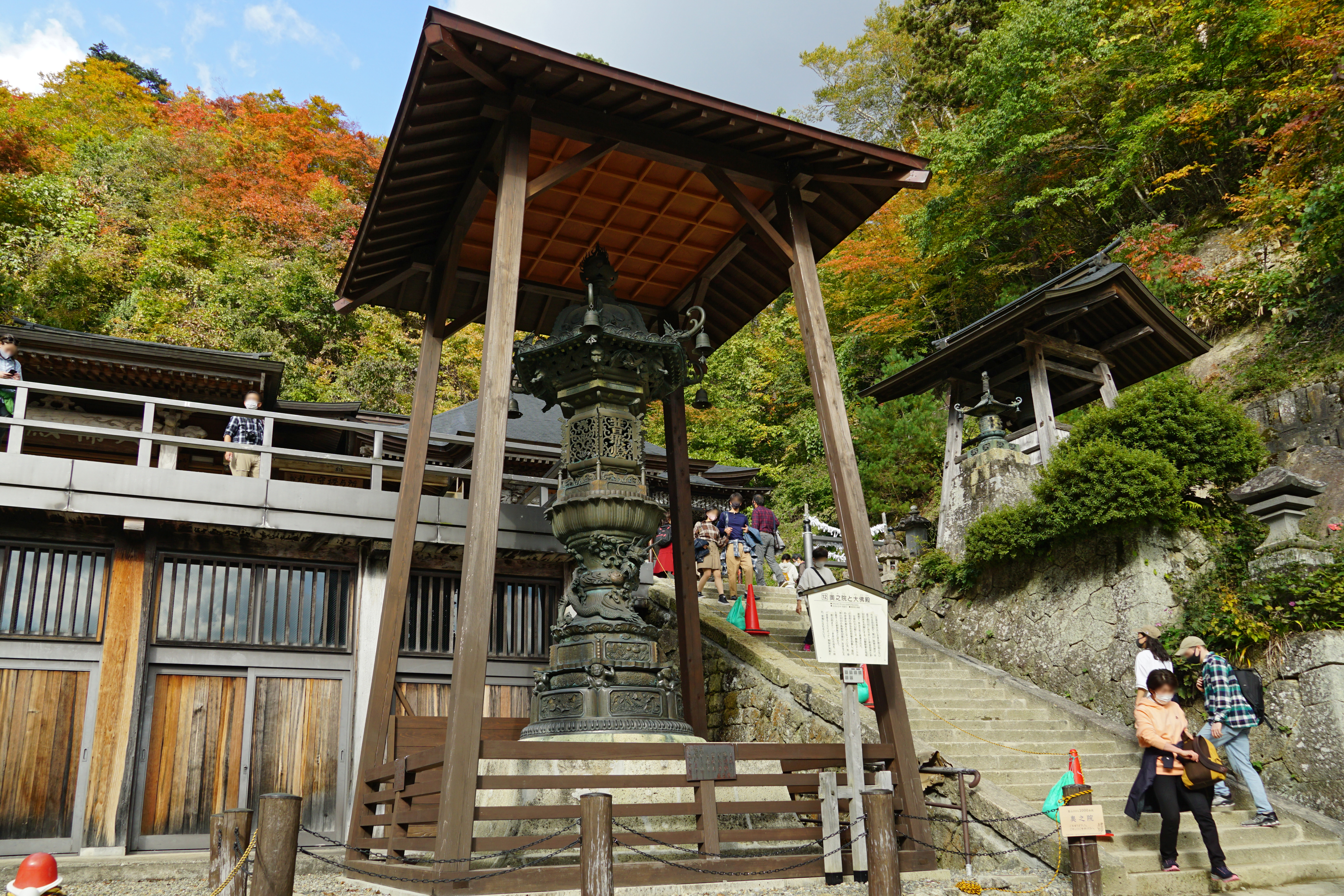
奥之院にある金灯籠
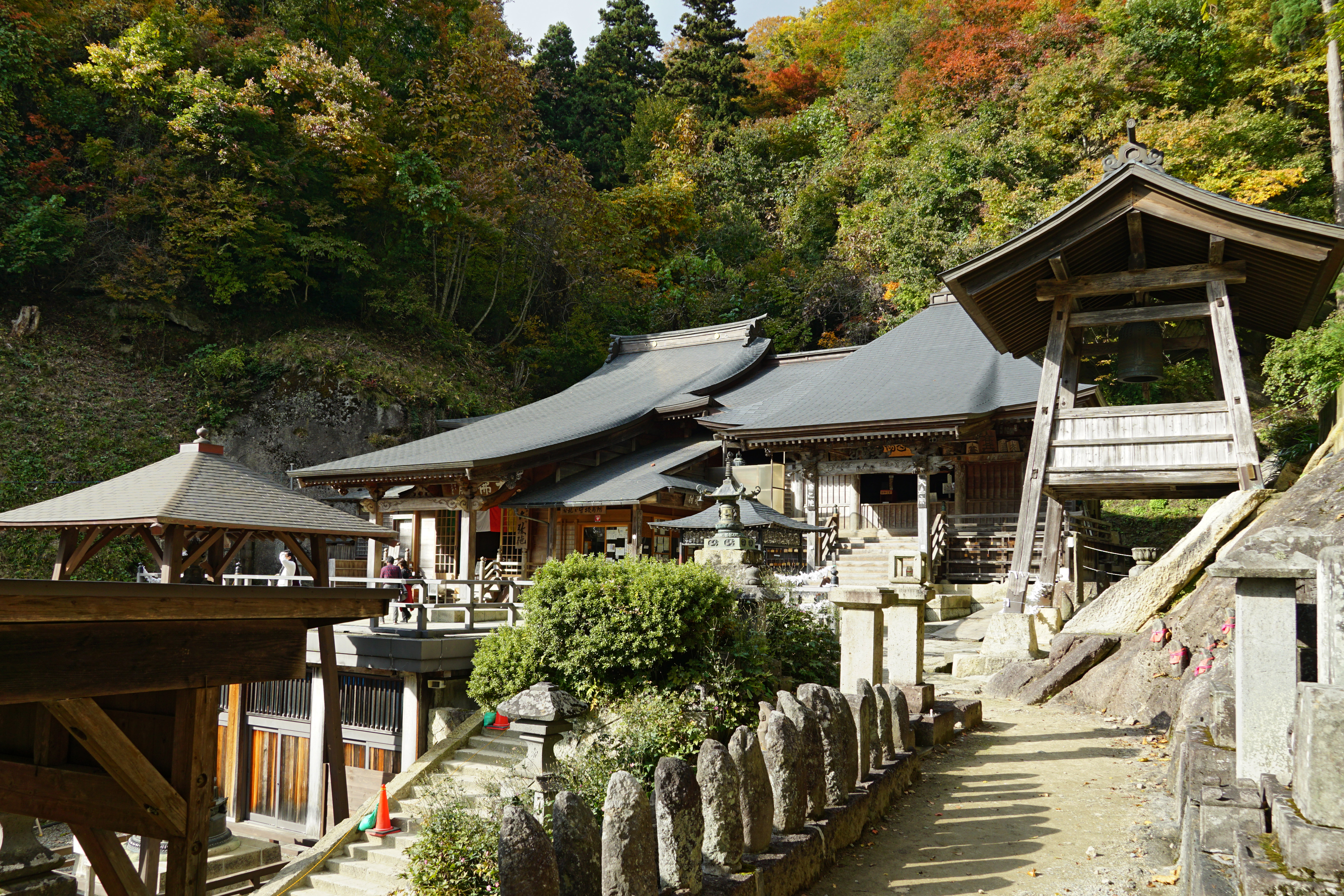
奥之院と大仏殿